# 国立民族学博物館

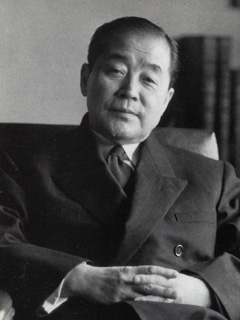
渋沢敬三

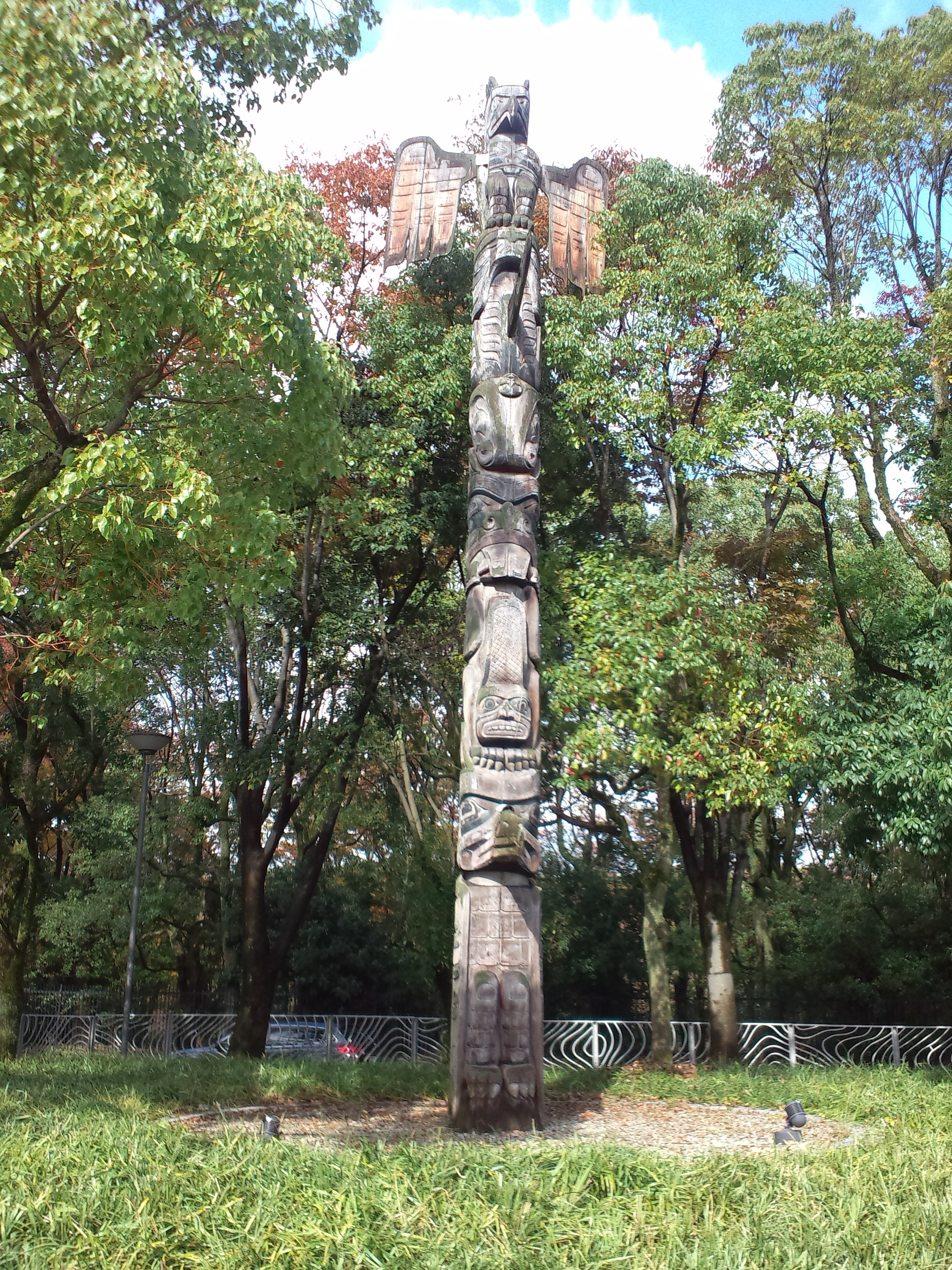
前庭のトーテムポール

国立民族学博物館（こくりつみんぞくがくはくぶつかん、National Museum of Ethnology）は、人間文化研究機構を構成する大学共同利用機関である。民族学・文化人類学を中心とした研究・展示を行っている、博物館を持った研究所である。略称は民博（みんぱく）。大阪府吹田市の万博記念公園にある。現在、総合研究大学院大学の文化科学研究科も設置されている。根拠法は、国立大学法人法第2条の3項・4項。
機構長は木部暢子。館長は関雄二。

## 沿革

### 博物館建設以前(アチック・ミューゼアム時代)
東京帝国大学の学生だった渋沢敬三（後の蔵相、日銀総裁）が1921年に東京・三田にある自邸の車庫の屋根裏部屋を利用して、アチック・ミューゼアム（屋根裏博物館）をつくり、二高時代の同級生らと共に動植物の標本や民具などの蒐集を始めた。1935年には渋沢と白鳥庫吉らを中心に日本民族学会が設立され、国立民族学博物館設立を構想し、政府に陳情したが、戦局の悪化から採り上げられなかった。そこで、渋沢は1937年に自らの手で東京・保谷に博物館を建設し、アチック・ミュージアムに収蔵されていた二万点に及ぶ民具標本を移転させ、建物と資料を日本民族学会に寄贈し、日本民族学会附属研究所と附属民族学博物館となった。しかし、一学会だけで運営・維持することは難しく、また、自らの死期を悟った渋沢は1962年に民族学博物館所蔵の資料を文部省史料館（現・国文学研究資料館）に寄贈し、将来に国立民族学博物館が設立された時には、これらの資料を移管する旨の約束を政府との間で交わした。
渋沢の死後、1964年に日本民族学会などは国立民族研究博物館の設置を政府に要望し、1965年には日本学術会議が総理大臣に国立民族学研究博物館の設置を勧告した。一方で、1970年に開催された日本万国博覧会では、岡本太郎がチーフプロデューサー・小松左京がサブ・プロデューサーを務めるテーマ館に世界中の神像や仮面、生活用品などを陳列するため、東京大学教授の泉靖一と京都大学教授の梅棹忠夫らが中心となって、世界中から資料を蒐集していた。
万博終了後に、政府は会場の跡地利用について、文化公園とする基本方針を打出し、その中心施設として従来から要望が高かった「国立民族学博物館」の設置が決定された。1973年に文部省内に創設準備室が設置され、梅棹が準備室長に就任。1974年に改正国立学校法施行により、大学共同利用機関として創設され、梅棹が初代館長に就任した。

### 万博公園内の博物館開館以降
博物館の工事は1977年に竣工し、開館式典を挙行。万博のテーマ館に出展するために蒐集されていた資料共に、文部省史料館に寄贈されていた資料が渋沢との約束どおり引継がれ、11月17日から展示の一般公開が始まった。
1989年4月に総合研究大学院大学の地域文化学専攻・比較文化学専攻の二専攻が設置され、大学院教育を開始。6月には特別展示館が竣工。
2004年4月に国立大学法人法施行に伴い発足した、大学共同利用機関法人人間文化研究機構の所管となる。
2011年10月にサンクトペテルブルクにあるロシア科学アカデミーピョートル大帝記念人類学民俗学博物館と学術協力協定を締結した。
2018年6月18日に発生した大阪府北部地震の影響により臨時休館。同年8月23日（木）より一部の展示場から再開、9月13日（木）より全面再開。

## 組織

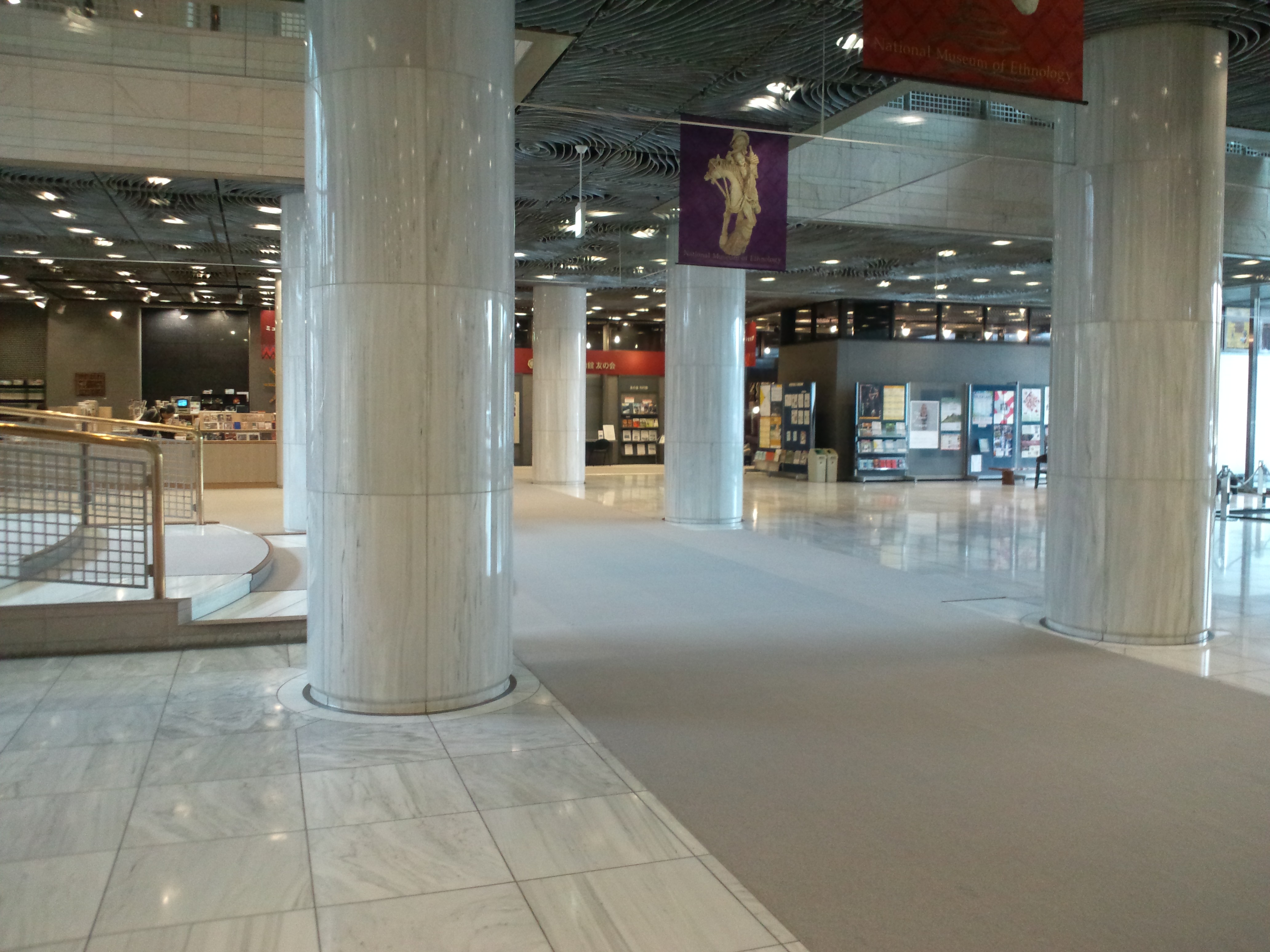
エントランスホール

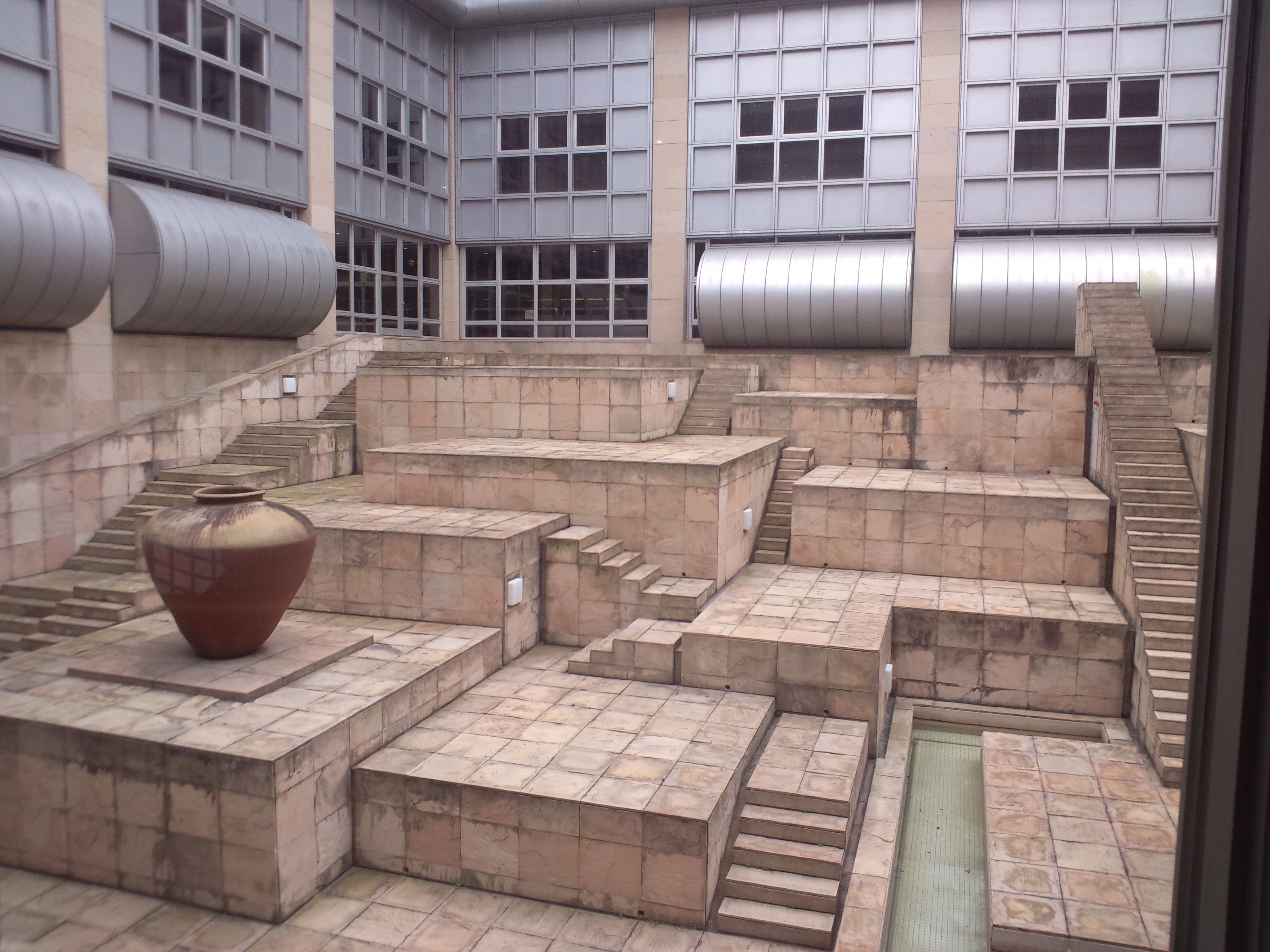
中庭

- 管理部
  - 総務課
  - 研究協力課
  - 財務課
- 研究部
  - 人類基礎理論研究部
    - 手話言語学研究部門（助成研究部門）

  - 超域フィールド科学研究部
  - 人類文明誌研究部
  - グローバル現象研究部
- 情報管理施設
  - 企画課
  - 情報課
  - 共同利用型科学分析室
- 学術資料研究開発センター
- 国際研究統括室
- IR室

## 展示

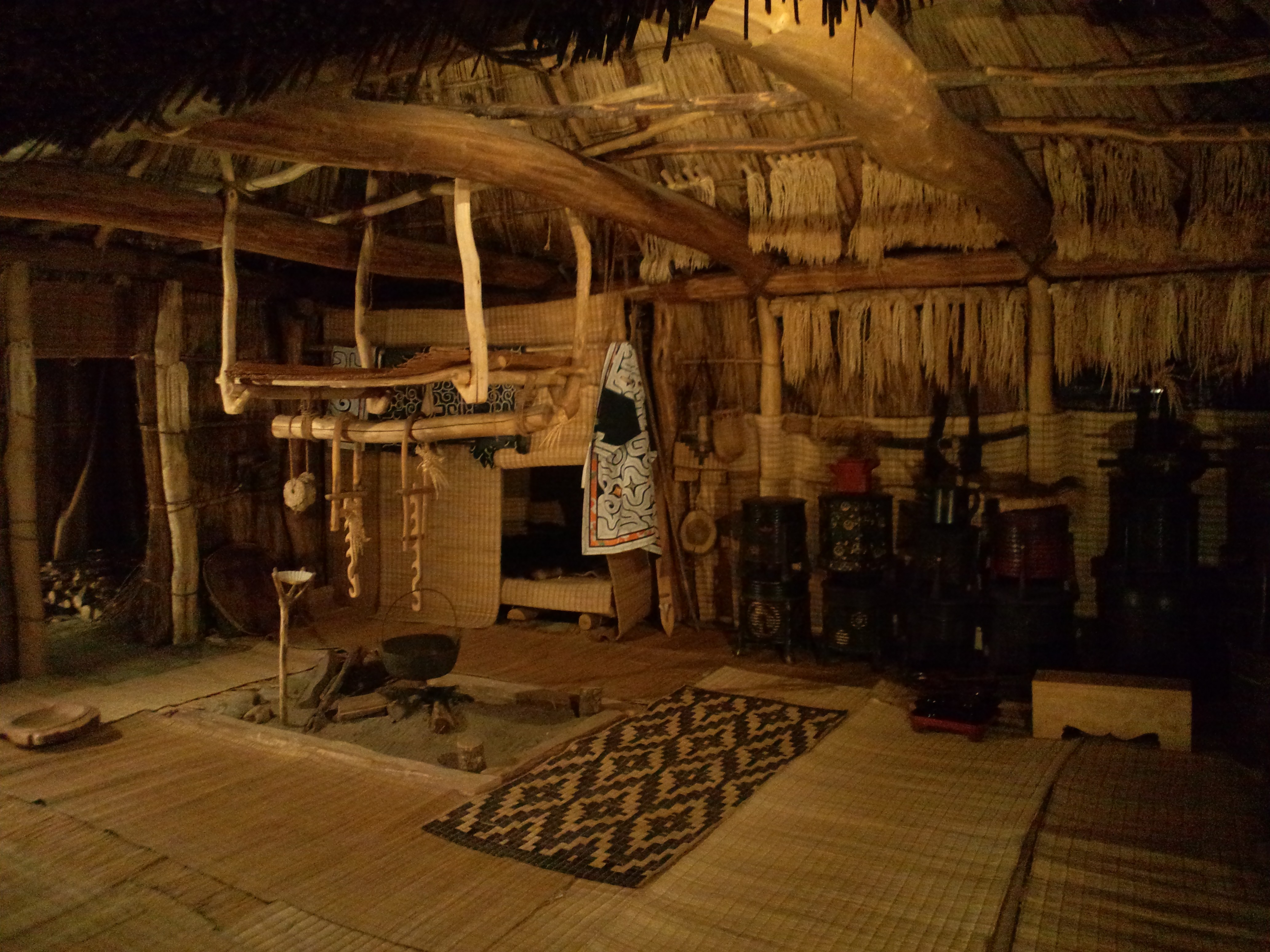
アイヌのチセ（家）・内部（北海道、沙流川流域）

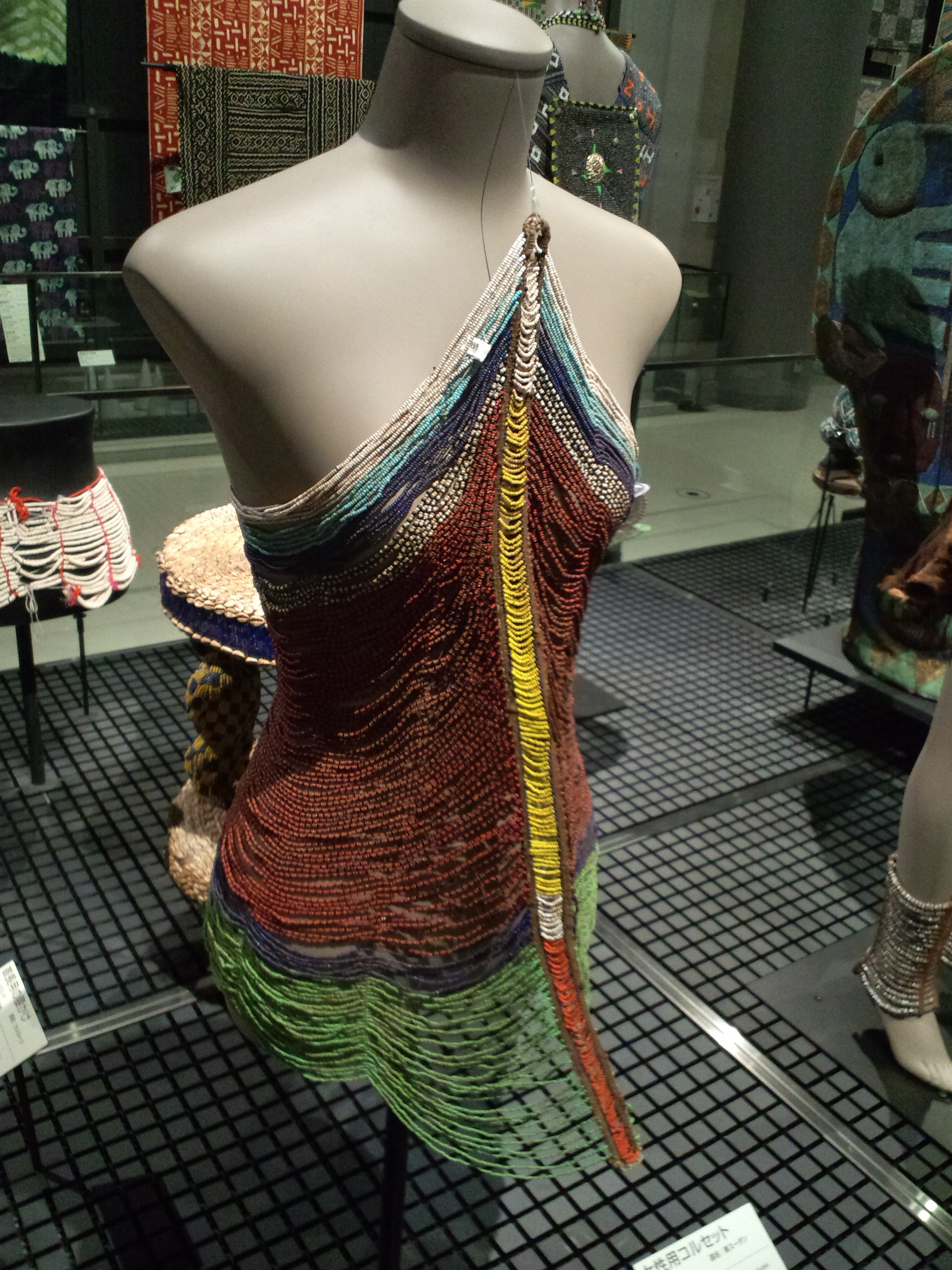
女性用コルセット（南スーダン、ディンカ族）

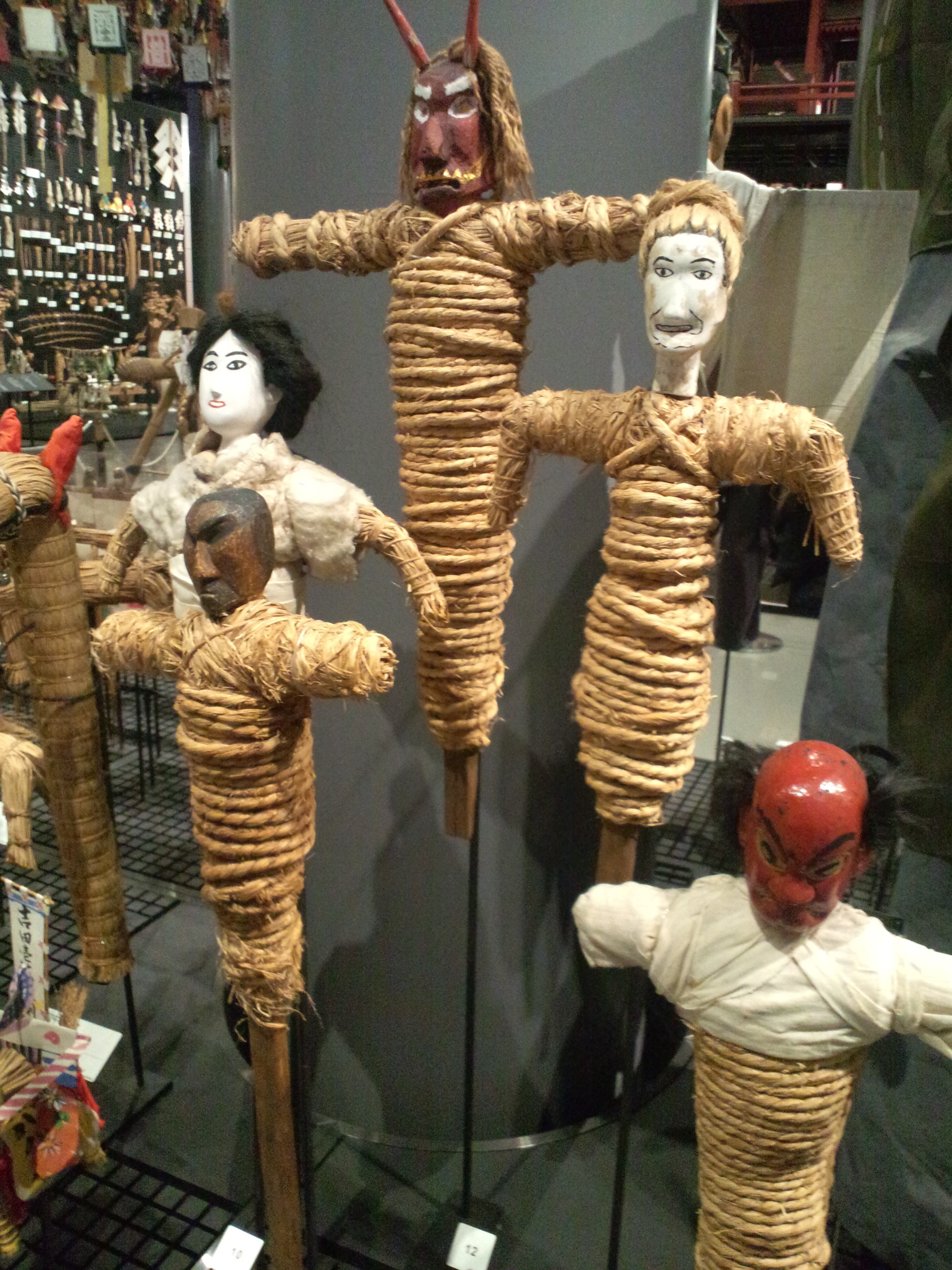
でく（石川県、白山市）

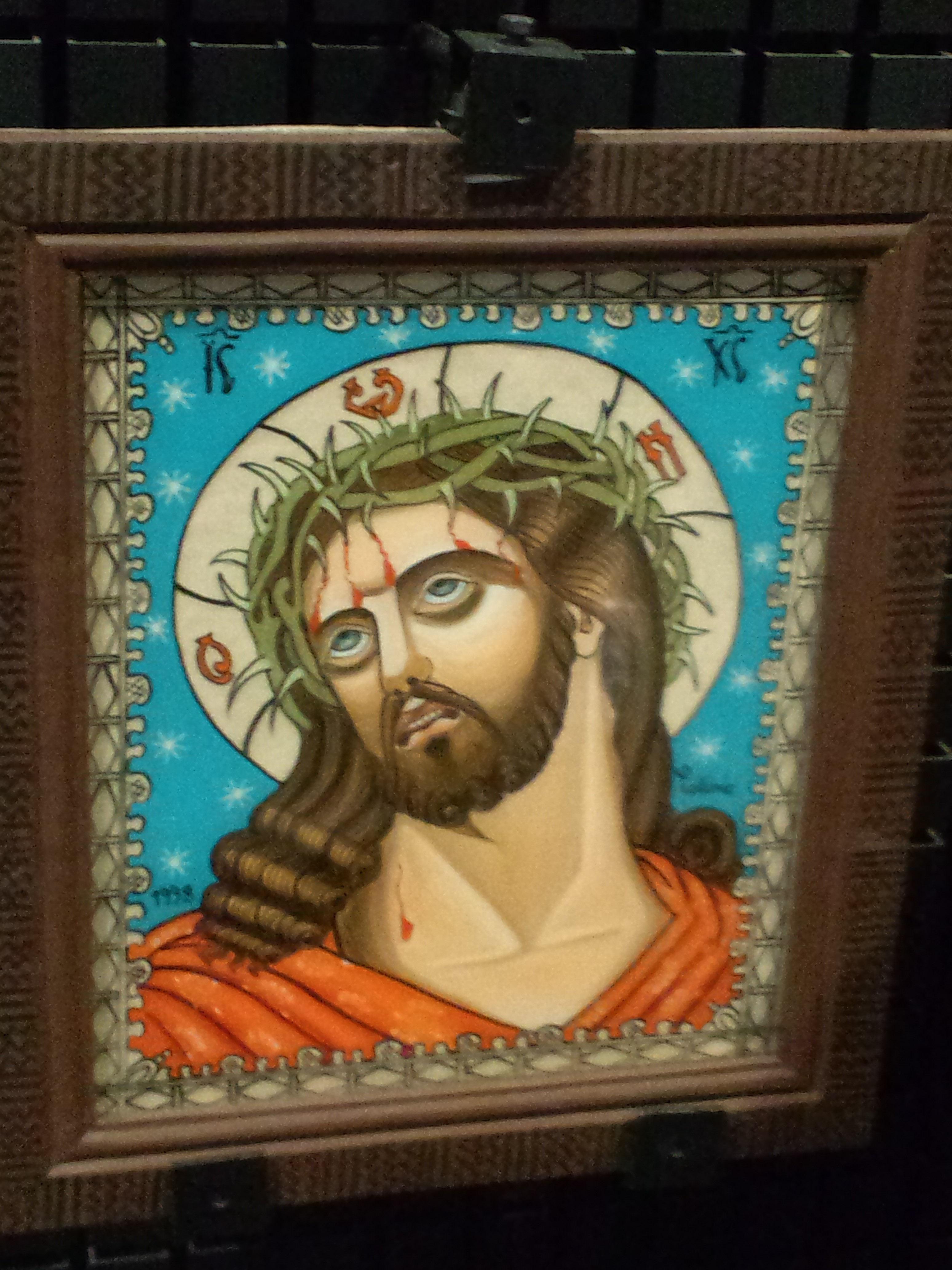
ガラスイコン「荊（いばら）のイエス」（ルーマニア）

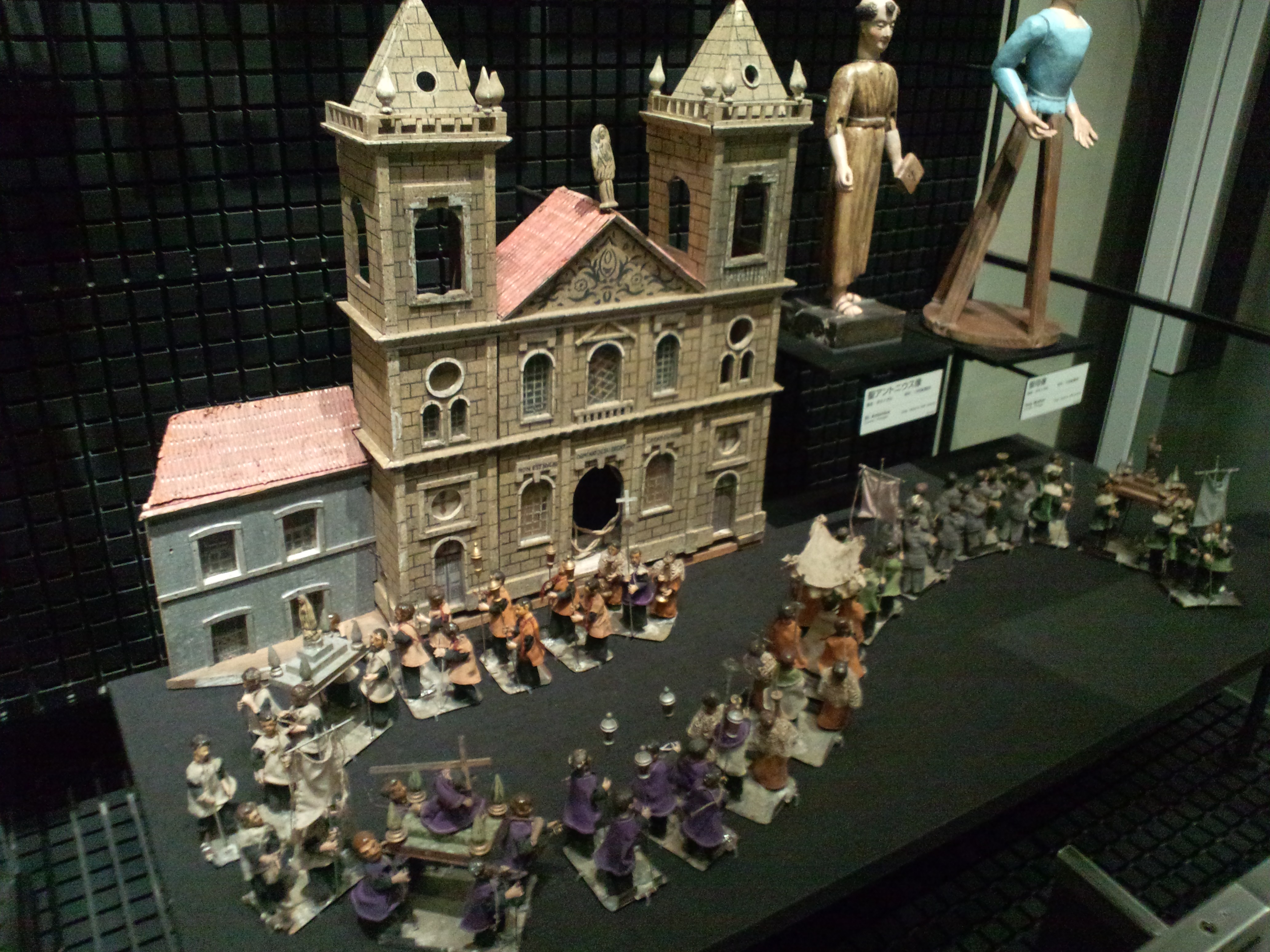
教会行列人形（ポルトガル）

本館の展示は地域展示と通文化展示に大きく分かれている。地域展示ではオセアニア、アメリカ、ヨーロッパ、アフリカ、日本を含むアジア各地域に分かれ、オセアニアから東回りに世界を一周するようになっている。通文化展示は地域、民族毎に分けての展示ではなく、音楽と言語など世界の民族文化を通じて概観する展示がある。
開館当初からビデオテークが設置され、世界中の生活や文化を紹介する映像を利用者が選択し、視聴することができる。また、1999年には映像と音声による展示解説を行う携帯型の「みんぱく電子ガイド」が登場した。
本館の東南には4階建て（内、展示スペースは1階と2階）の特別展示館が隣接し、所属している研究者が特定のテーマで研究した成果を紹介する展示が行われている。

## みんぱっく
「こどものための小さな博物館」と題し、所蔵する各国・各地域の生活道具、民族衣装、化粧品、装飾品、おもちゃなどをスーツケースに詰め、学校等に無償（往復送料は依頼者負担）で貸し出す取り組み。15地域のパッケージがある。

## 人物（歴代館長）
1. 梅棹忠夫（1974年6月 - 1993年3月）
2. 佐々木高明（1993年4月 - 1997年3月）
3. 石毛直道（1997年4月 - 2003年3月）
4. 松園万亀雄（2003年4月 - 2009年3月）
5. 須藤健一（2009年4月 - 2017年3月）
6. 吉田憲司 （2017年4月 - 2025年3月）
7. 関雄二 （2025年4月 - ）[7]

## 建物
- 鉄骨鉄筋コンクリート造 地上4階、地下1階
- 敷地面積：4万821平方メートル
- 延床面積：5万1225平方メートル
- 建築面積：1万7089平方メートル
- 設計：黒川紀章
- 第19回 毎日芸術賞受賞
- 第20回 BCS賞（建築業協会）受賞
- 第1回 公共建築賞優秀賞受賞

## 人物

### 名誉教授
- 秋道智彌 - 生態人類学・海洋民族学・民族生物学
- 朝倉敏夫 - 社会人類学・韓国社会論
- 池谷和信 - 環境人類学
- 石森秀三 - 文化人類学・観光文明学
- 伊藤幹治 - 民俗学・人類学
- 岩田慶治 - 文化人類学
- 印東道子 - オセアニア考古学
- 宇田川妙子 - 南ヨーロッパ研究・性研究
- 江口一久 - 言語民族学・西アフリカ口頭伝承研究
- 大塚和義 - 文化人類学・アイヌ考古学・民族考古学・博物館学
- 大森康宏 - 映像人類学・民族誌映画
- 片倉もとこ - 社会地理学・民族学
- 加藤九祚 - 北・中央アジア民族史
- 岸上伸啓 - 文化人類学・北方文化研究
- 君島久子 - 中国文学・民族学
- 久保正敏 - 民族情報学・コンピュータ民族学・オーストラリア研究
- 熊倉功夫 - 日本文化史
- 栗田靖之 - 文化人類学・ブータン研究
- 黒田悦子 - 民族社会文化論・中米人類学
- 小長谷有紀 - 文化人類学・牧畜文化論・モンゴル研究
- 小山修三 - 民族考古学
- 崎山理 - 言語人類学・オセアニア言語学
- 笹原亮二 - 民俗学・民俗芸能研究
- 清水昭俊 - 社会人類学・家族比較論・オセアニア研究
- 周達生 - 民族学・動物生態学・物質文化論
- 庄司博史 - 言語学・言語政策論
- 杉田繁治 - コンピューター民族学・比較文明学
- 杉本尚次 - 文化人類学・文化地理学
- 杉本良男 - 社会人類学・南アジア研究
- 鈴木七美 - 医療人類学・医療社会史
- 祖父江孝男 - 心理人類学
- 大丸弘 - 衣生活とその周辺の比較生活史
- 竹沢尚一郎 - 宗教人類学・西アフリカ研究
- 竹村卓二 - 社会人類学・ヤオ族研究
- 立川武蔵 - 仏教学・インド研究
- 田辺繁治 - 社会人類学
- 田村克己 - 文化人類学・東南アジア研究
- 塚田誠之 - 歴史民族学
- 出口正之‐　非営利研究・政策人類学
- 友枝啓泰 - 文化人類学・アンデス民族学
- 長野泰彦 - 言語学・チベット・ビルマ言語文化
- 中牧弘允 - 宗教人類学・経営人類学
- 西尾哲夫 - 言語学・アラブ研究
- 野村雅一 - 文化人類学
- 端信行 - 文化人類学・経済人類学・アフリカ民族学
- 藤井知昭 - 民族音楽学・音楽人類学
- 松原正毅 - 社会人類学・遊牧社会論
- 松山利夫 - 文化人類学・オーストラリア先住民研究
- 森明子 - 文化人類学・ドイツ民族誌・オーストリア民族誌・中部ヨーロッパ歴史人類学
- 森田恒之 - 博物館学・保存科学・色彩材料学
- 八杉佳穂 - 中米民族学・中米文化史
- 山田睦男 - ラテン・アメリカ史・ラテン・アメリカ地域研究
- 山本紀夫 - 山岳人類学・民族学・民族植物学・アンデス地方農耕文化

### 研究部OB・OG
- 大塚和夫 - 社会人類学・中東民族誌学
- 小川さやか - 文化人類学・アフリカ地域研究
- 栗田禎子 - 中近東・北アフリカ近現代史
- 栗本英世 - 社会人類学・アフリカ民族誌
- 近藤雅樹 - 日本民俗学
- 杉島敬志 - 文化人類学・地域研究
- 田中雅一 - 文化人類学
- 福井勝義 - 文化人類学
- 守屋毅 - 日本中世・近世史
- 吉田集而 - 文化人類学

### 研究部教員
- 太田心平 - 社会文化人類学・北東アジア研究
- 樫永真佐夫 - 東南アジア文化人類学
- 川瀬慈 - 映像人類学・アフリカ地域研究
- 島村一平 - 文化人類学・モンゴル研究
- 野林厚志 - 人類学・民族考古学・台湾原住民の研究
- 信田敏宏 - 社会人類学・東南アジア研究
- 日高真吾 - 民俗学・保存科学
- 広瀬浩二郎 - 日本宗教史・民俗学

## 所蔵品
- 田中忠三郎がコレクションしたアイヌに関する資料

## ギャラリー

### 主な展示物

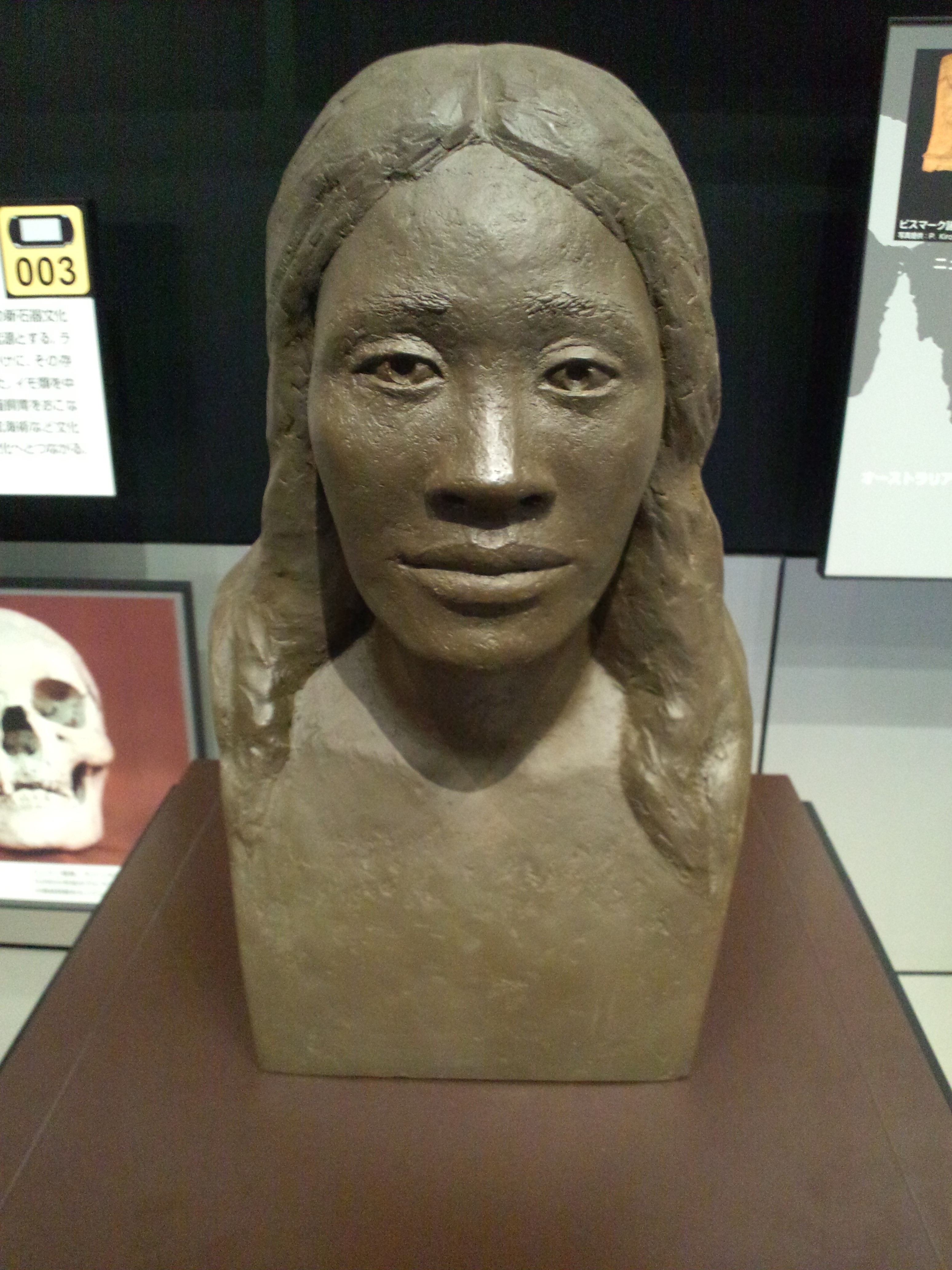
ラピタ文化人の復顔像
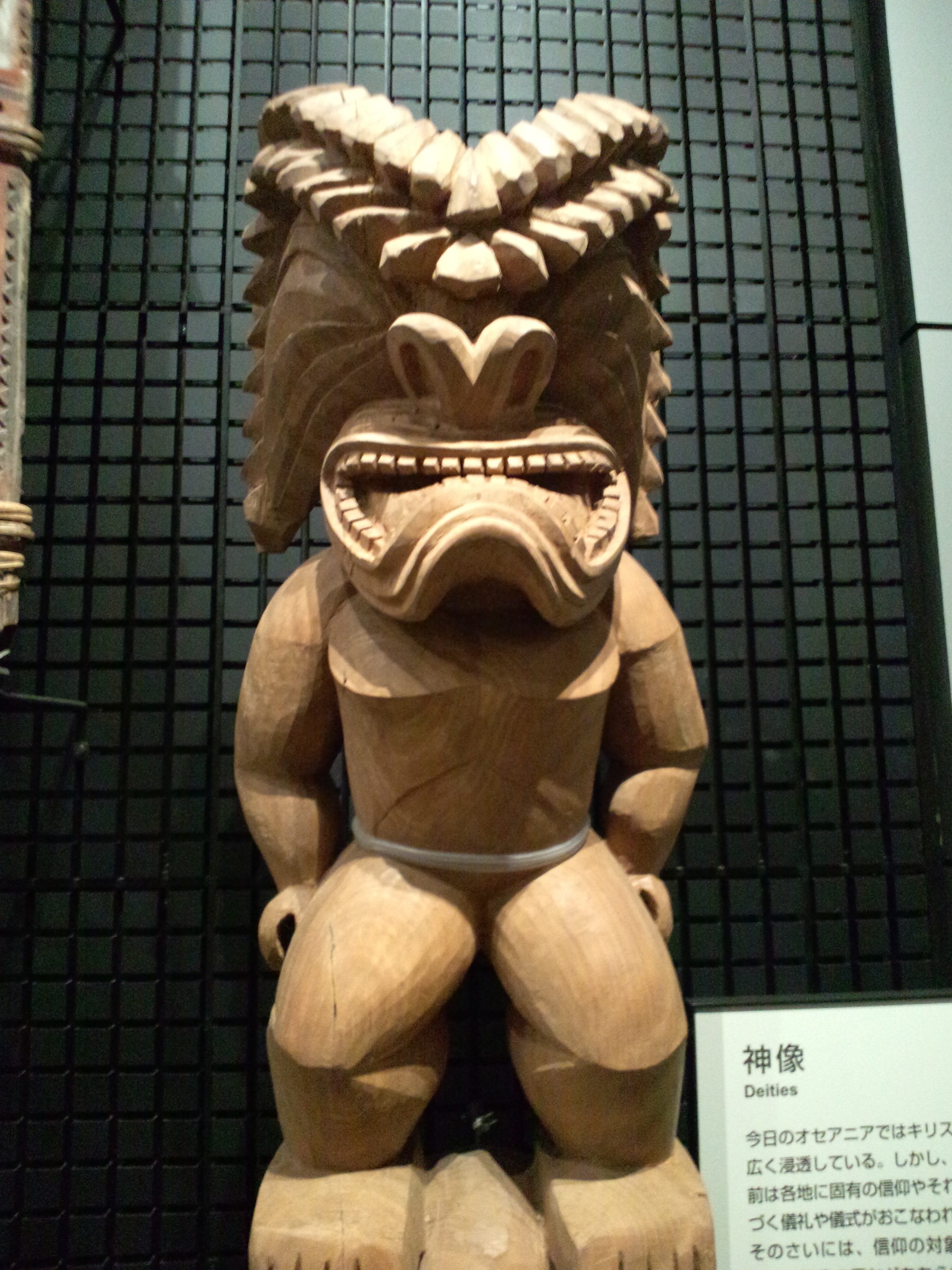
戦闘神クー像（アメリカ合衆国、ハワイ諸島）
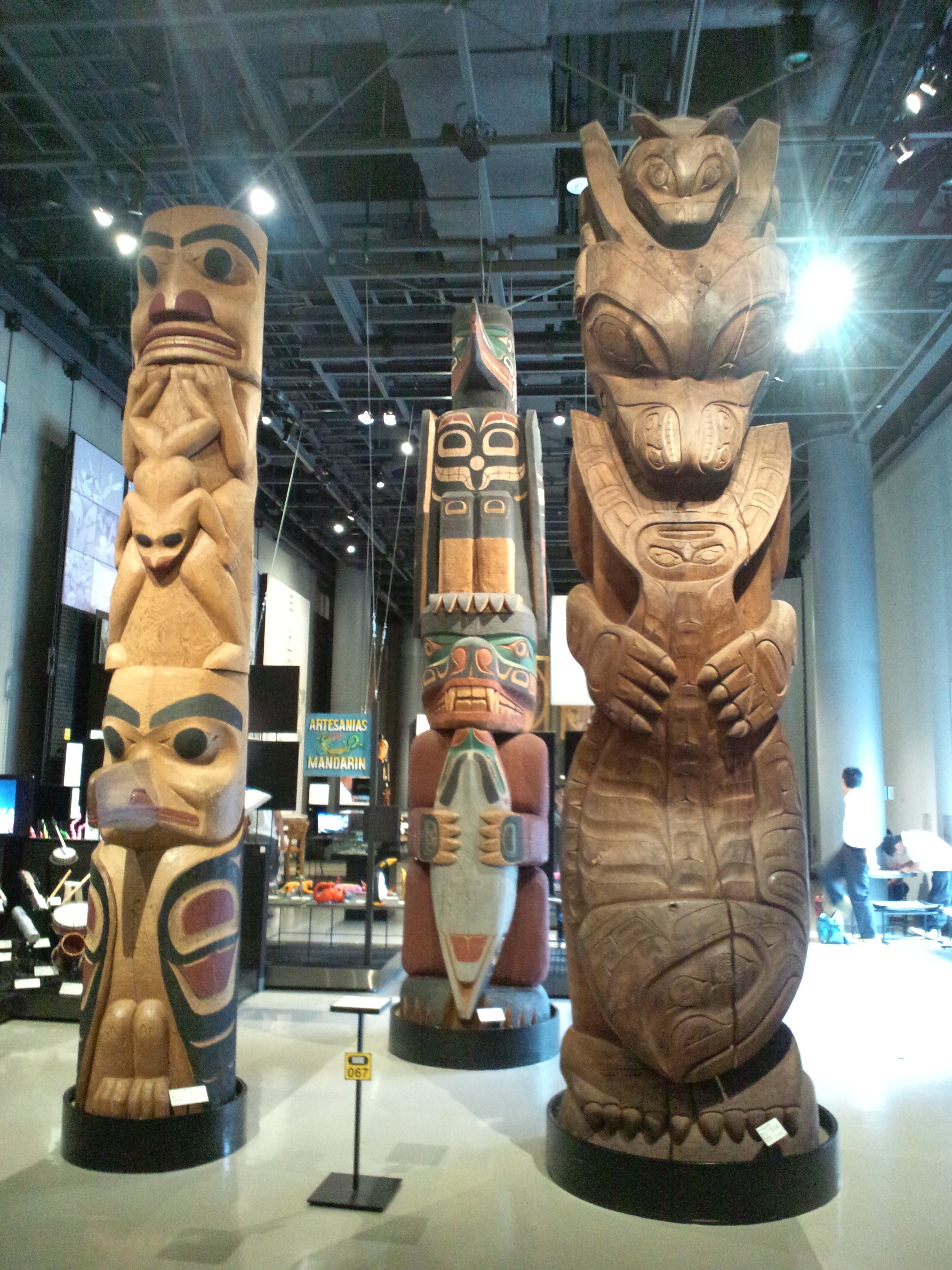
トーテムポール（アメリカ合衆国、北西沿岸部に住む先住民）
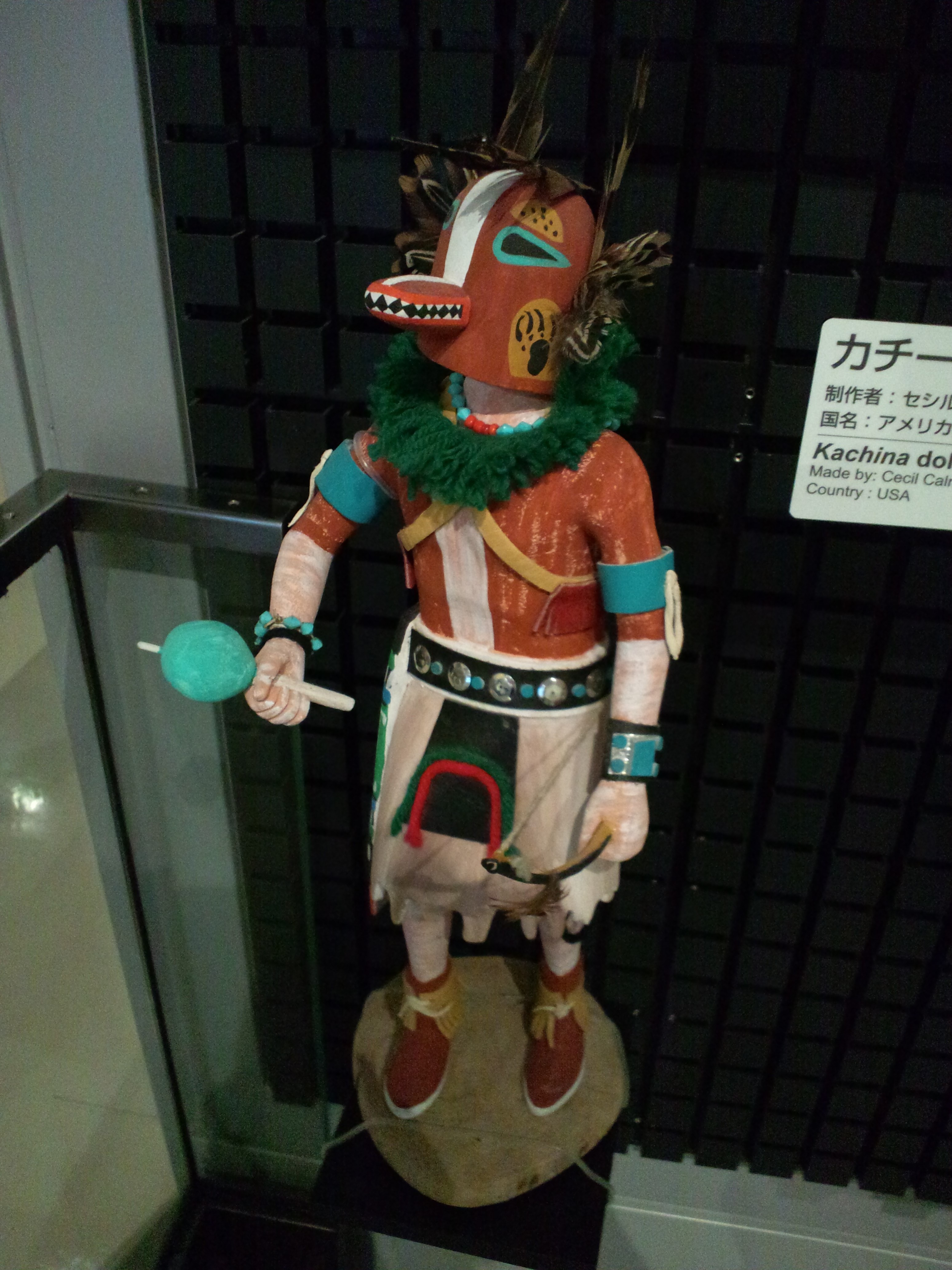
カチーナ人形（アメリカ合衆国、ホピ族）
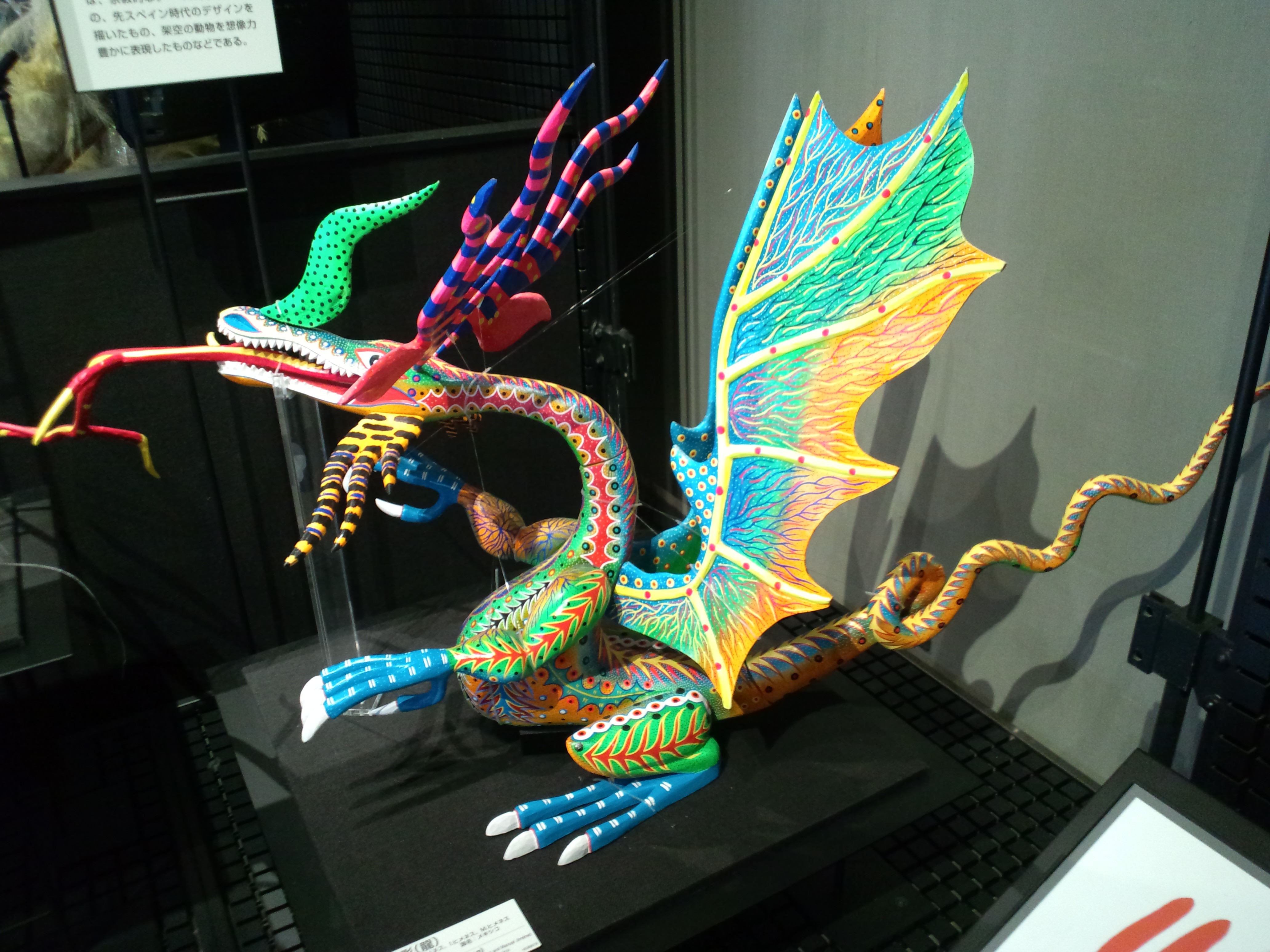
木彫「龍」（メキシコ、オアハカ州）
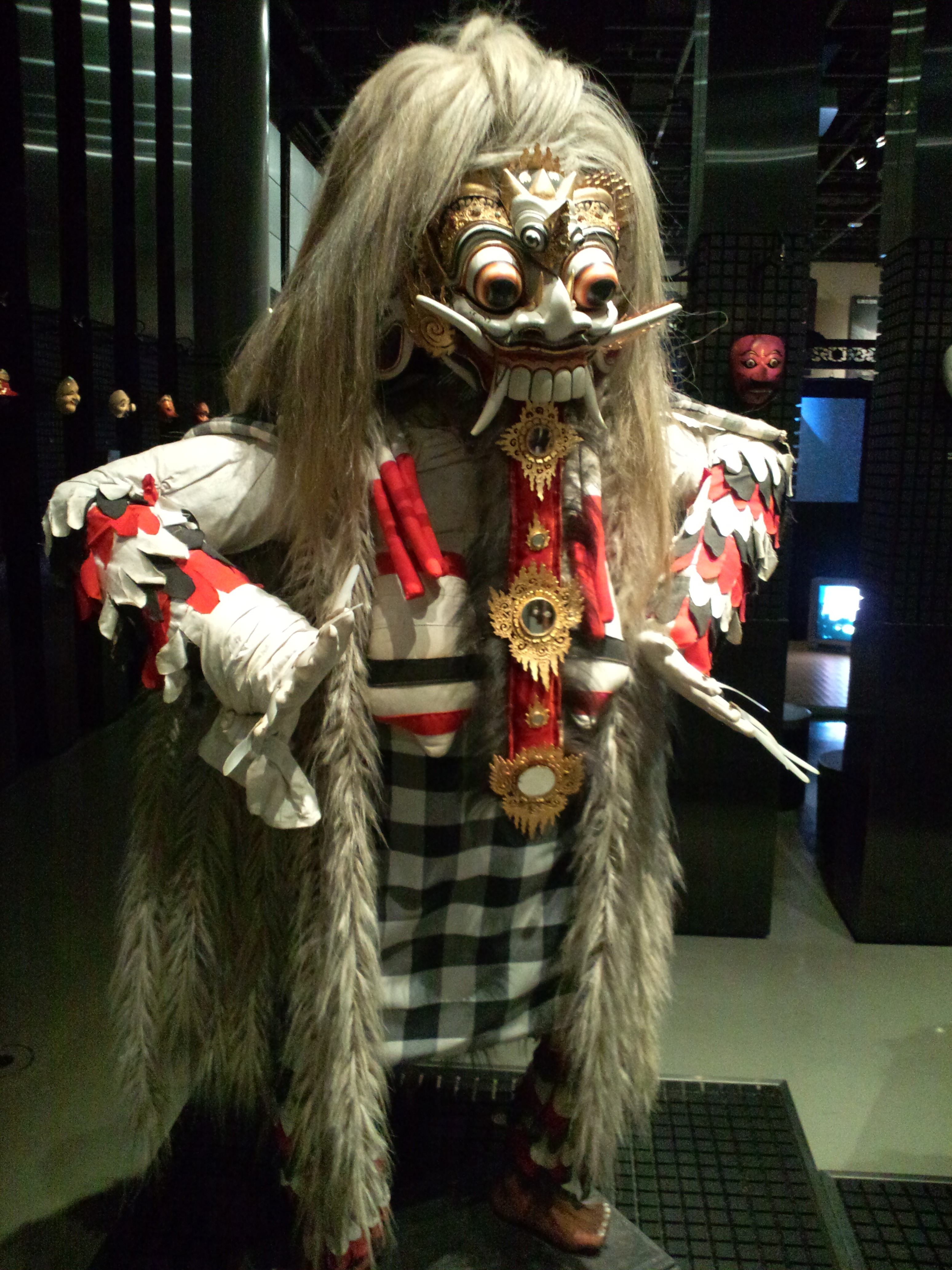
魔女ランダの像（インドネシア、バリ島）
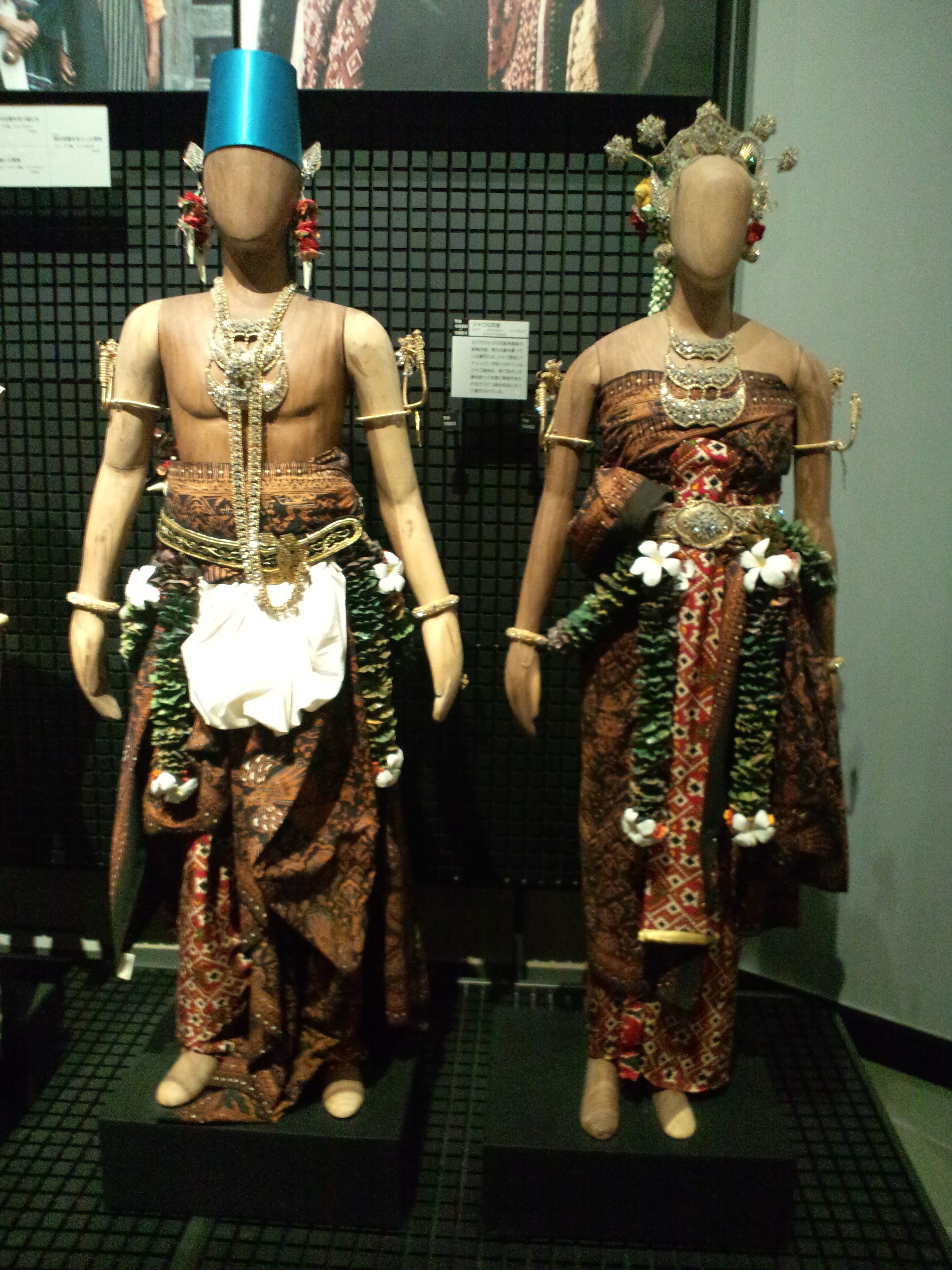
ジャワの民族衣装（インドネシア、ジョクジャカルタ）
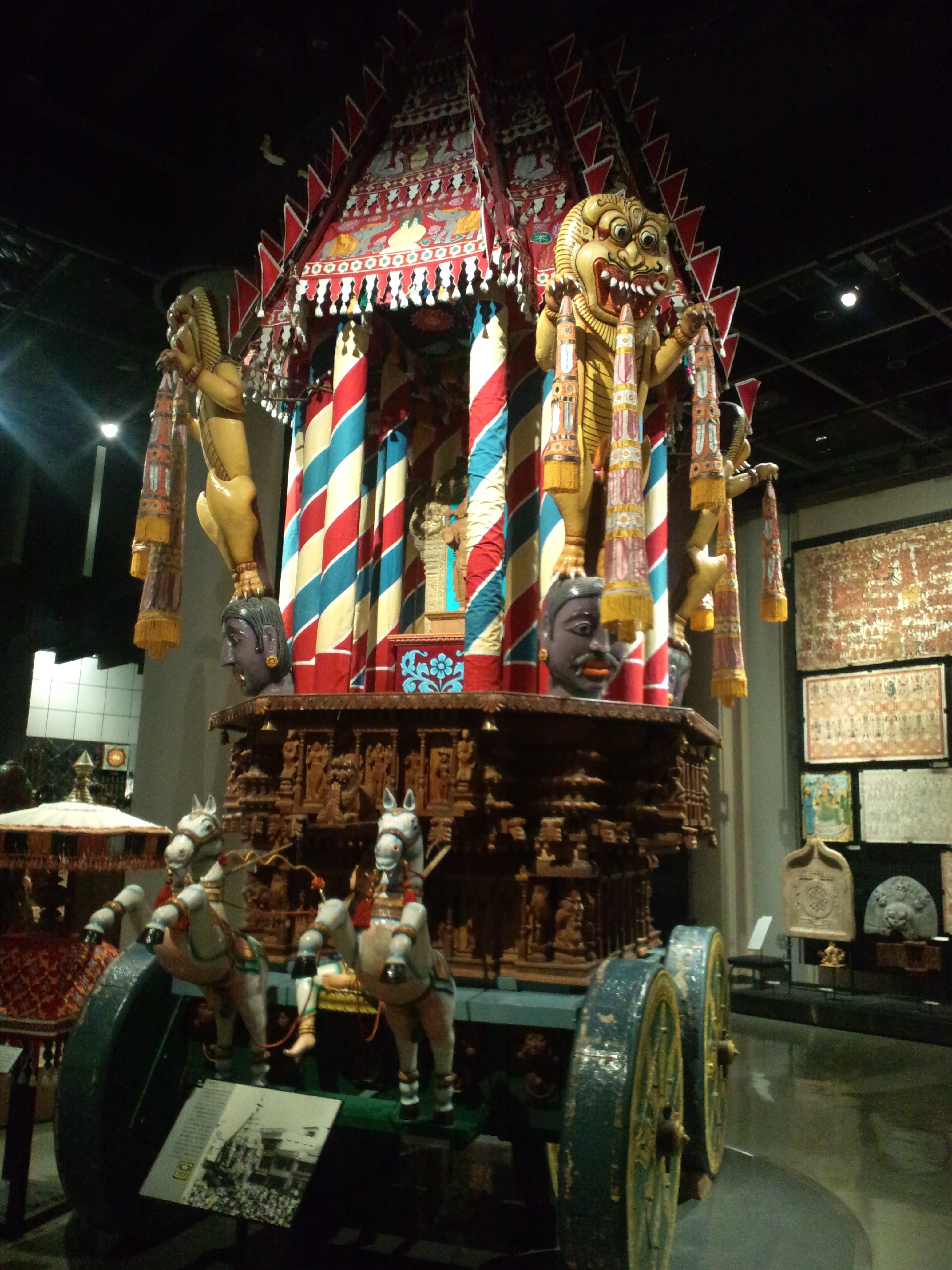
山車（インド、センナイ・マドラス）
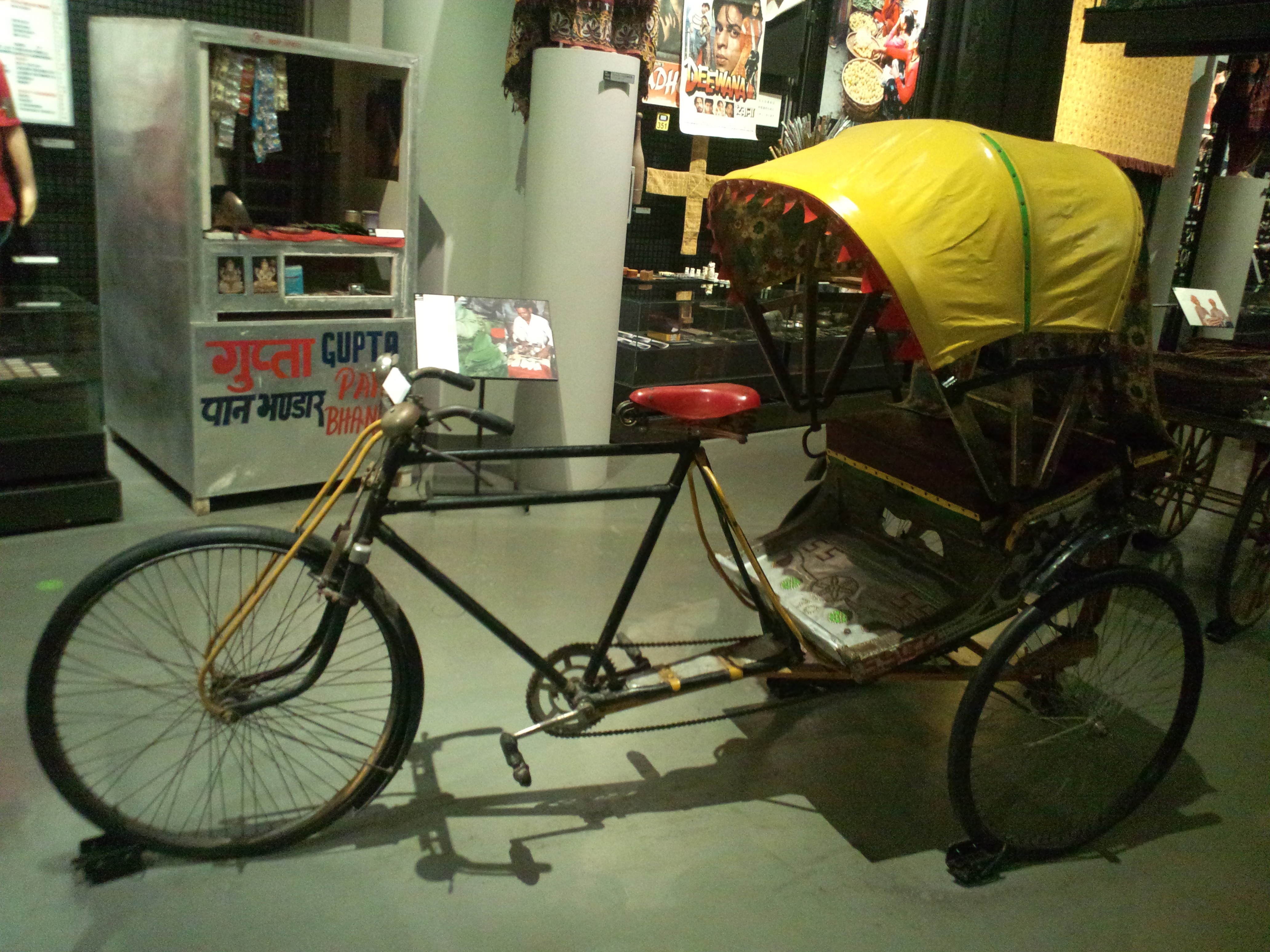
輪タク（インド、カルカッタ）
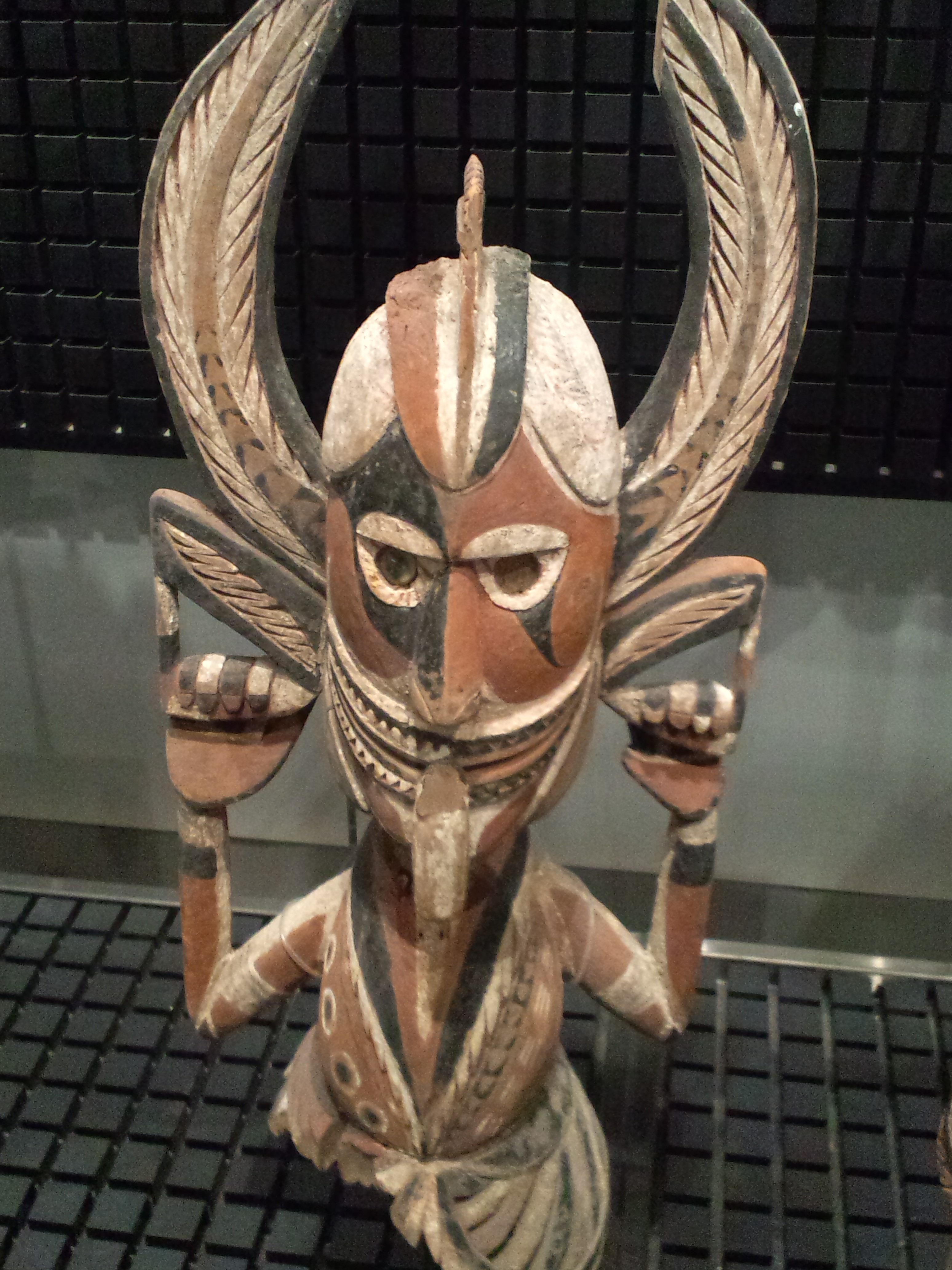
彫像（パプアニューギニア、ニューアイルランド島北部）
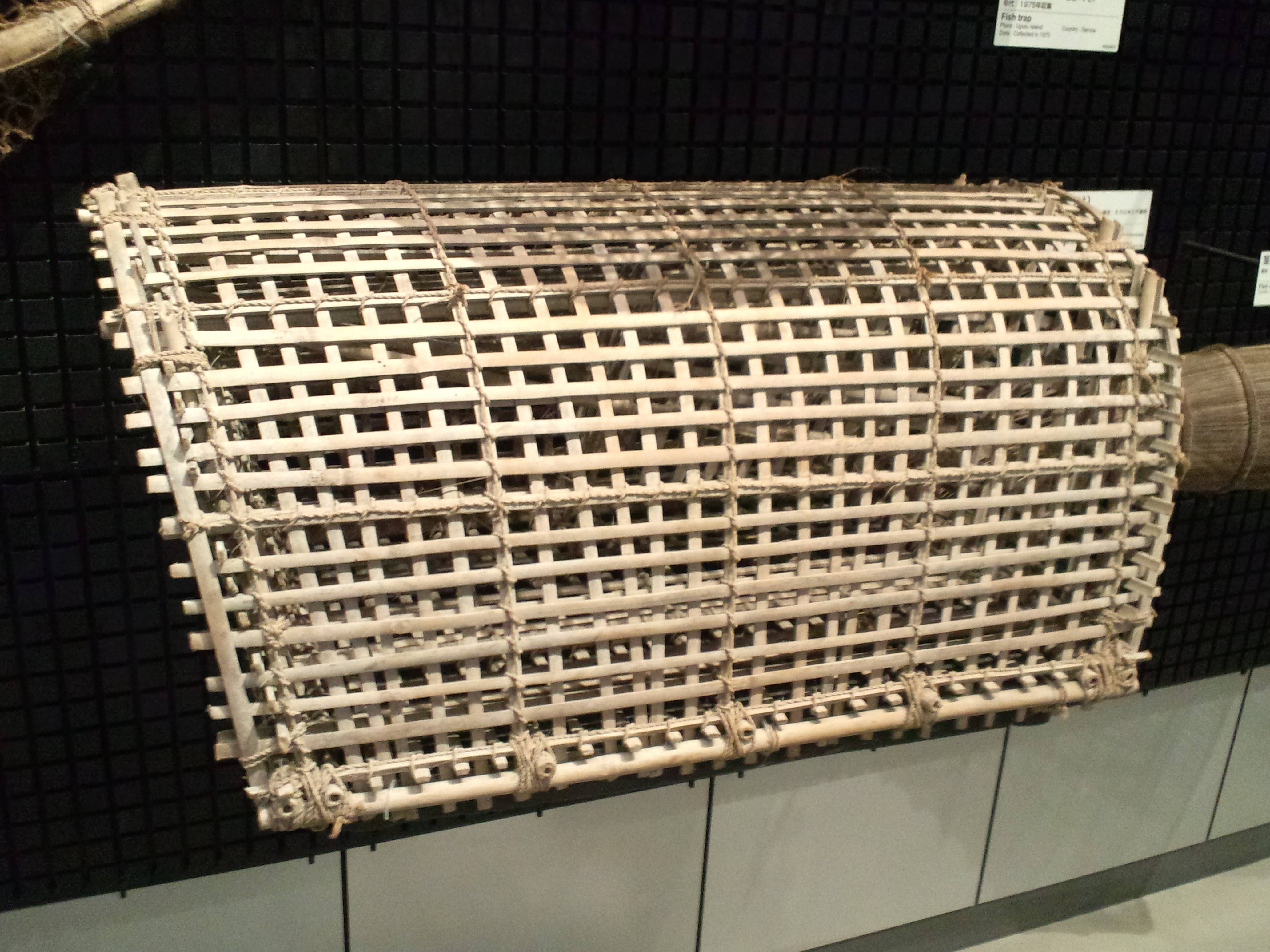
筌＜うけ＞（ミクロネシア連邦、ヤップ島）
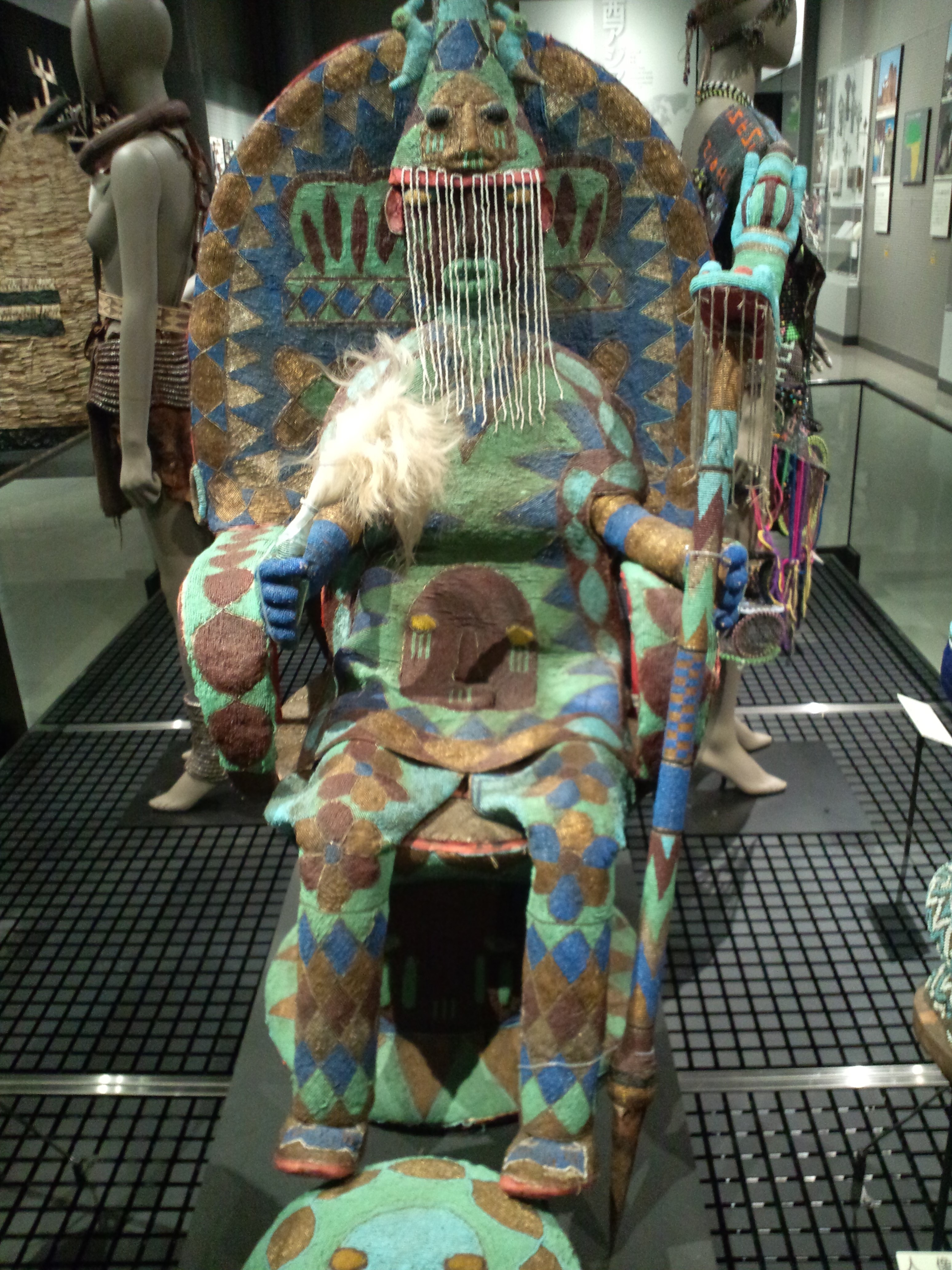
ビーズ製人像（ナイジェリア、ヨルバ族）
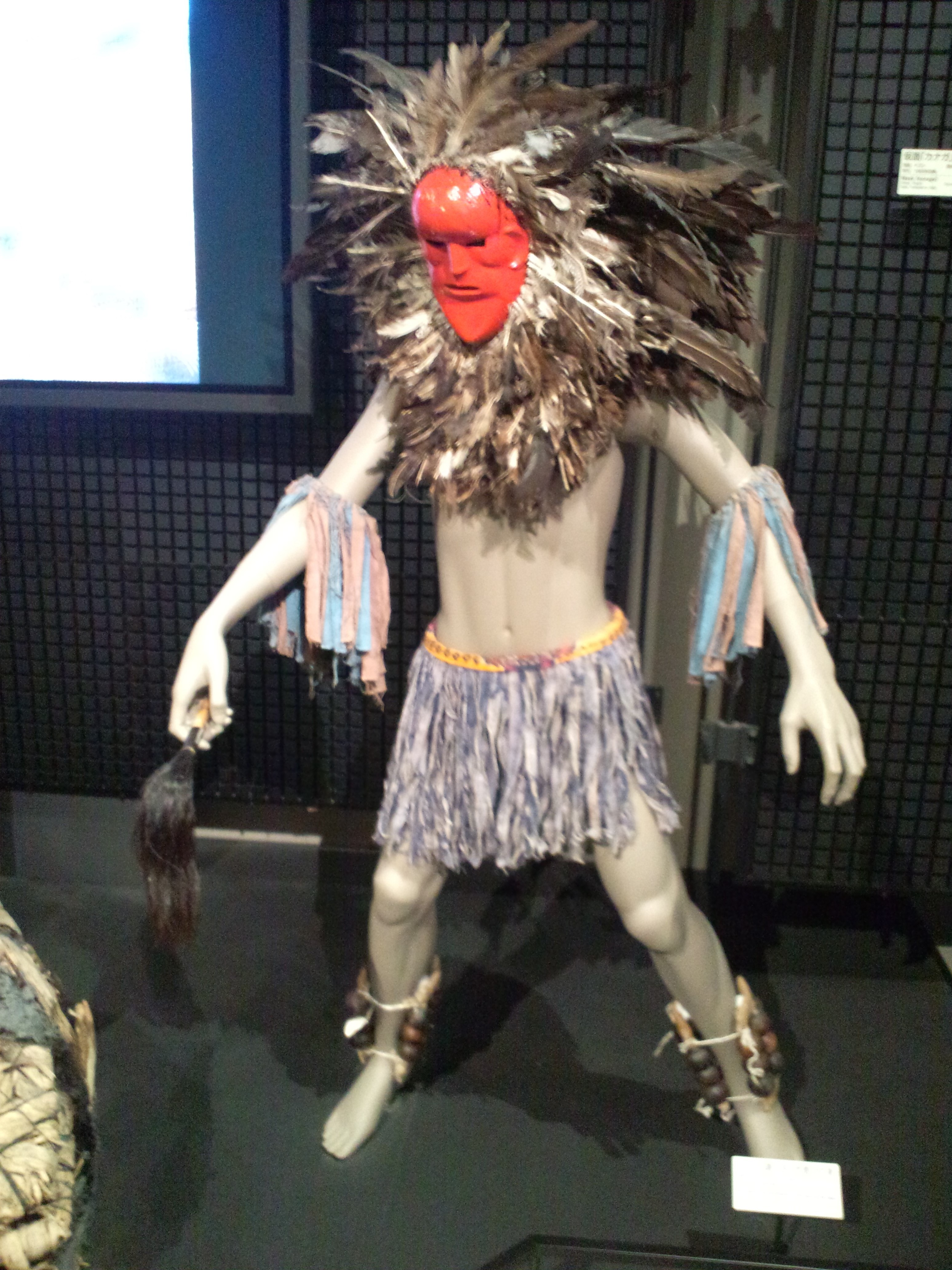
ニャウの踊り手・死者の化身（ザンビア、チェワ族）
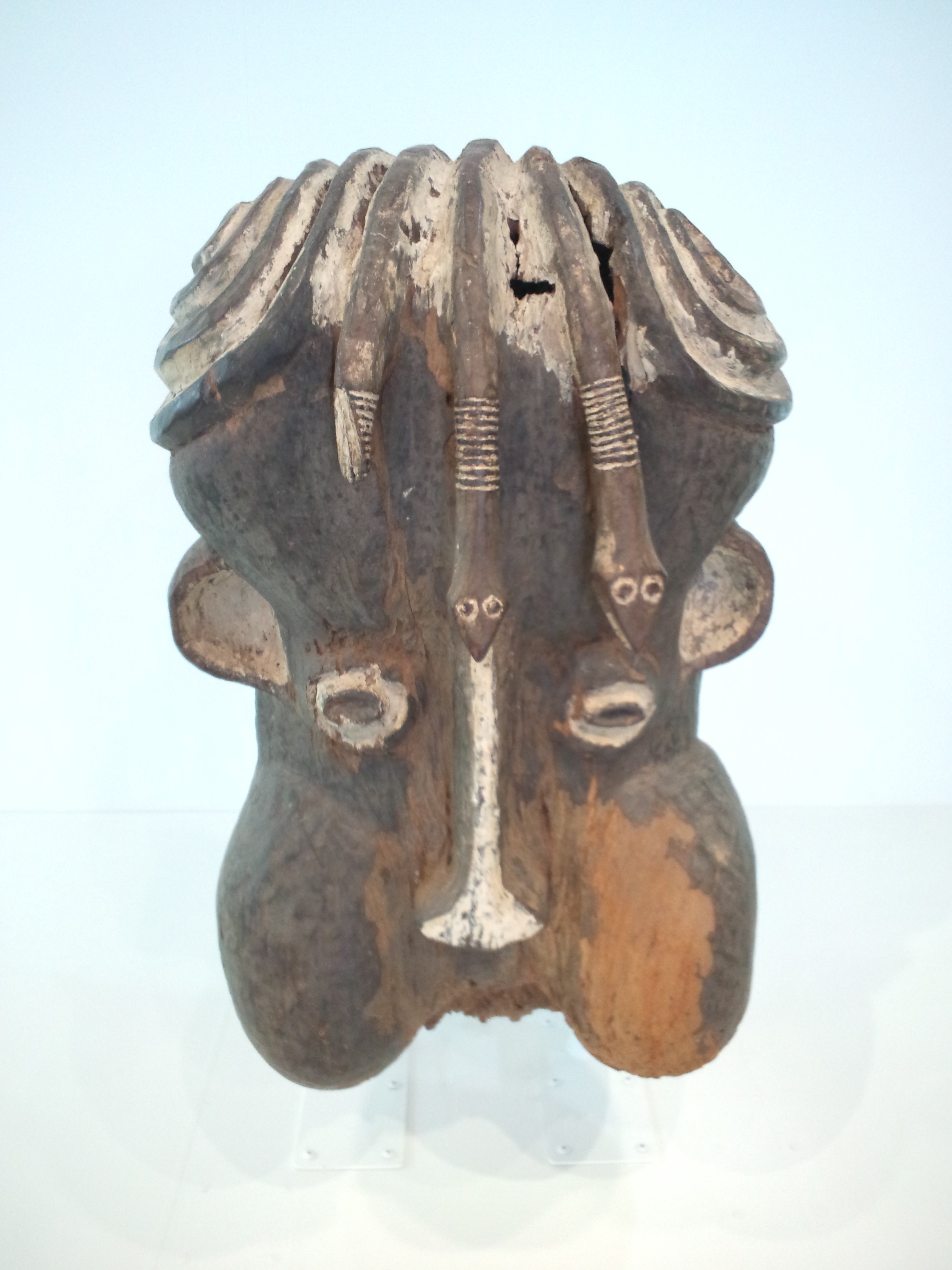
王の仮面（カメルーン、バムン王国）
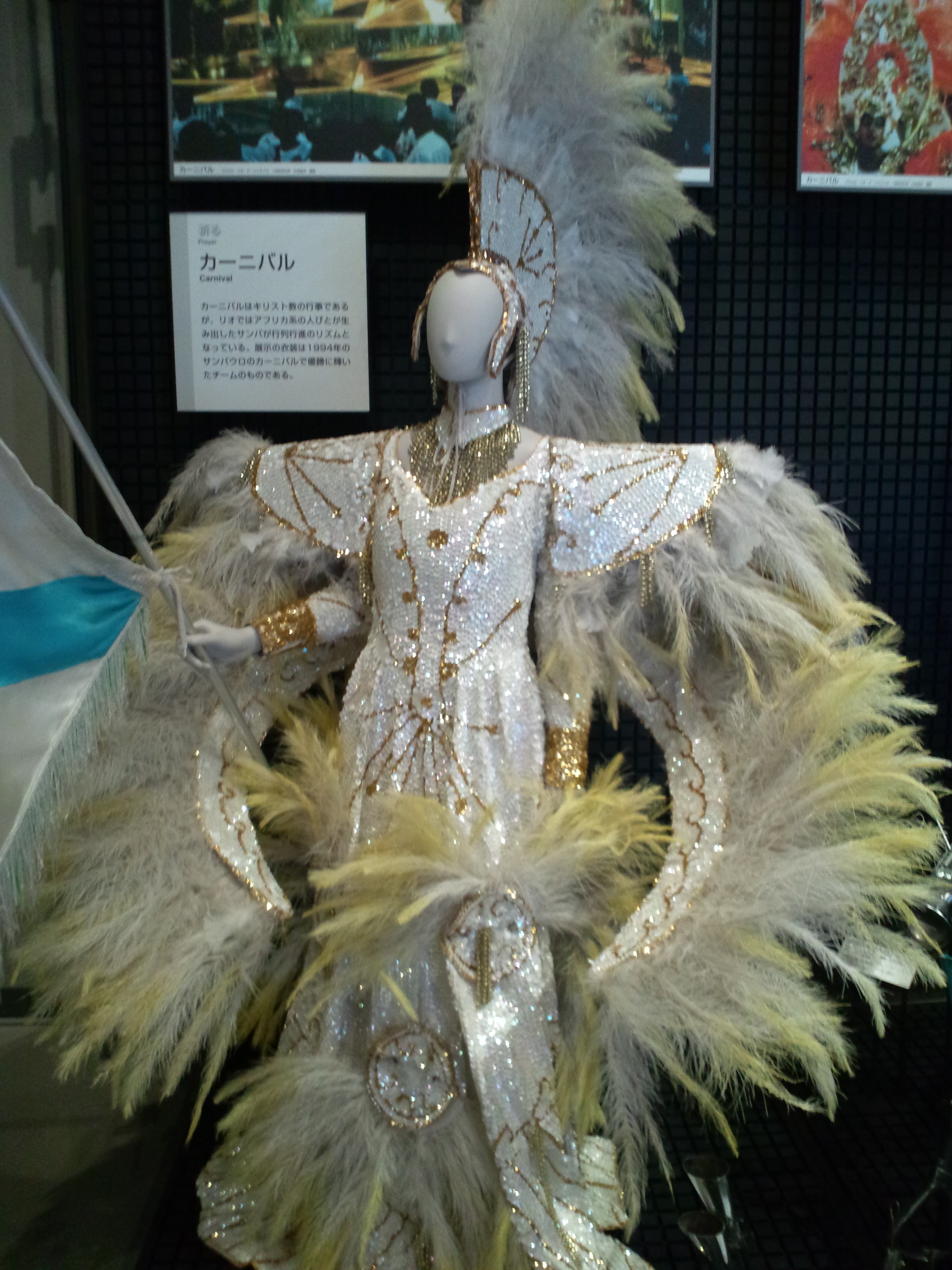
カーニバルの衣装・旗手（ブラジル、サンパウロ市）
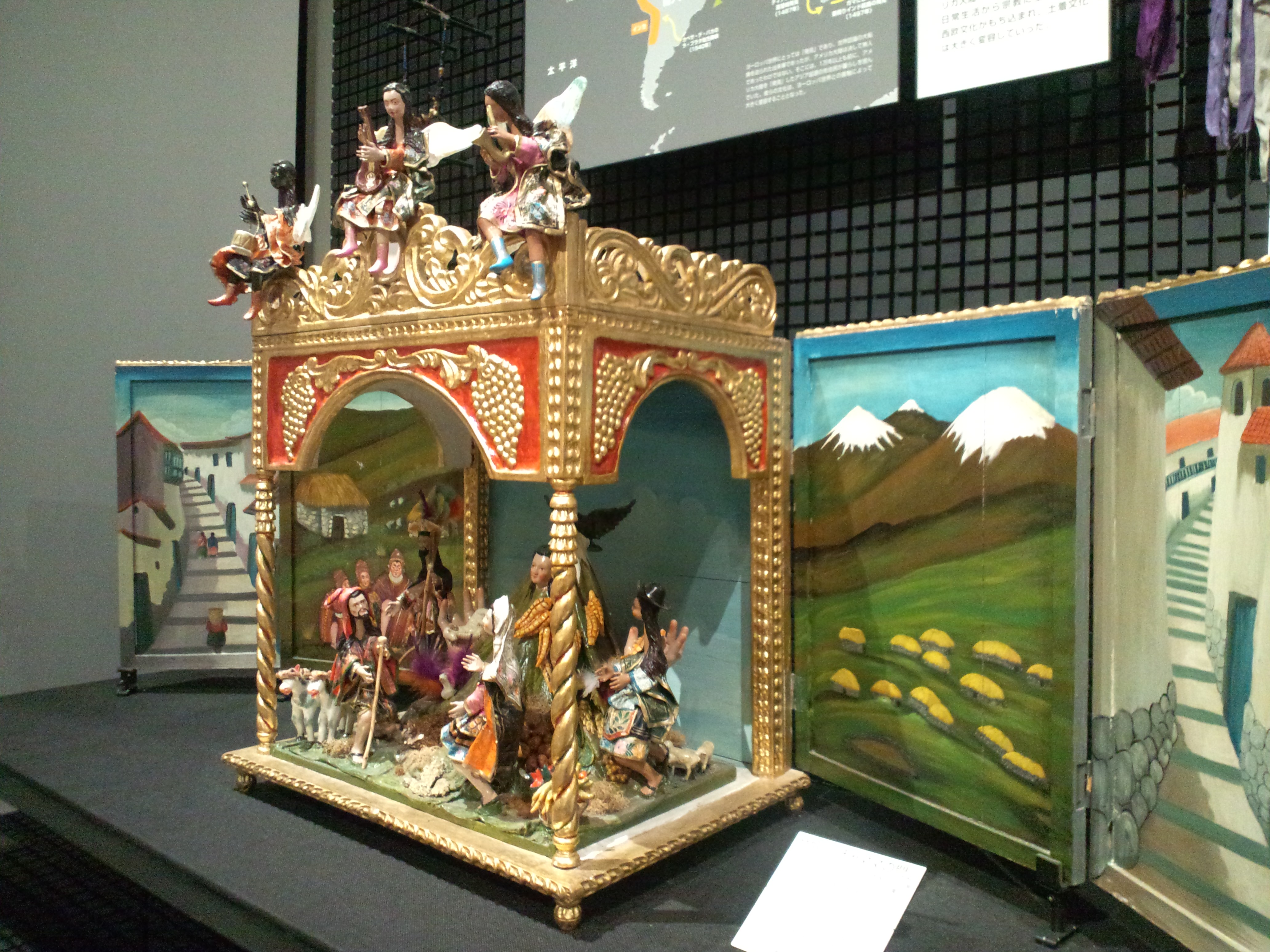
祭壇「パチャママの門」（ペルー、クスコ県）
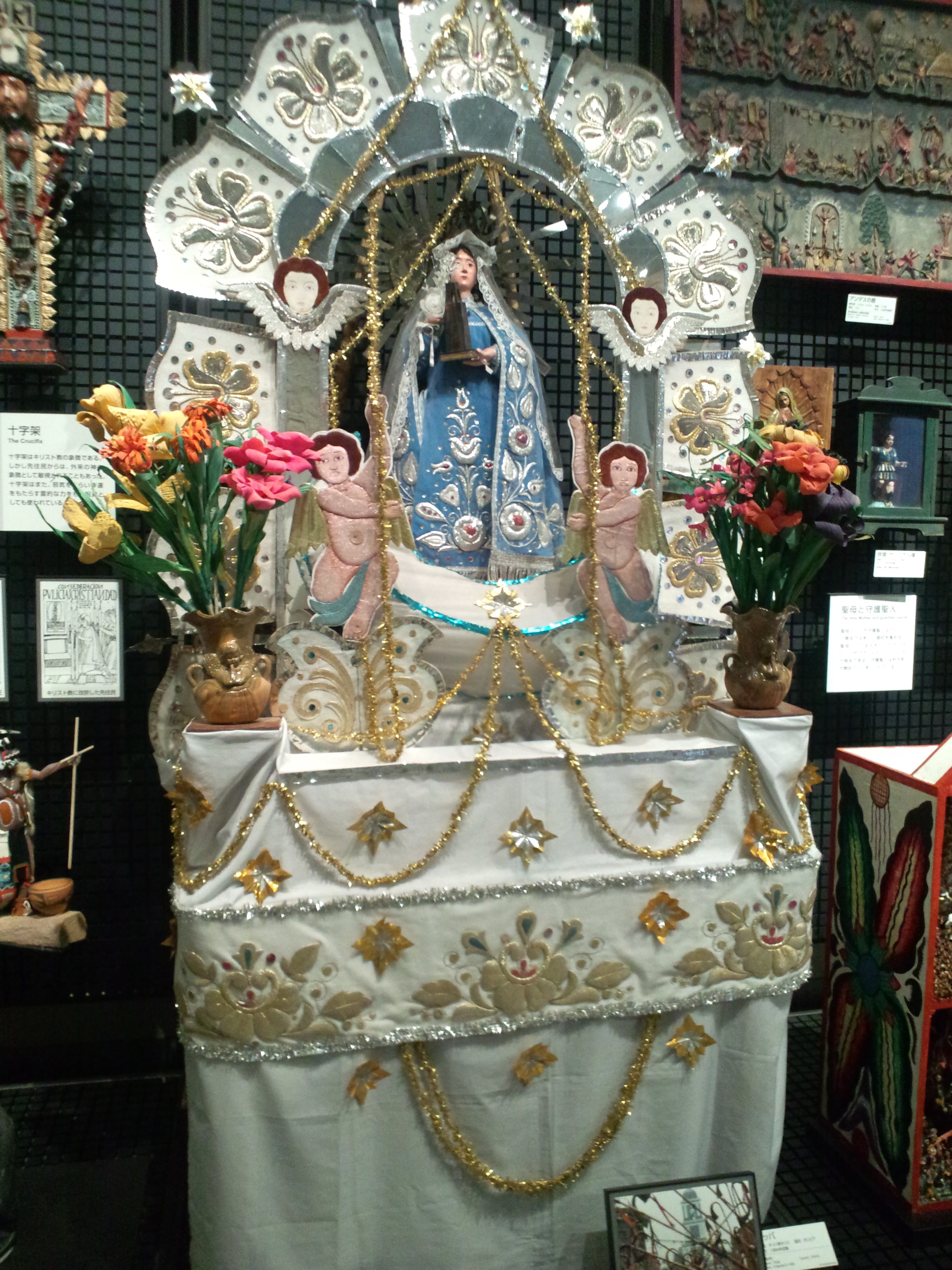
聖母像と神輿＜みこし＞（ペルー、ワンカーヨ）
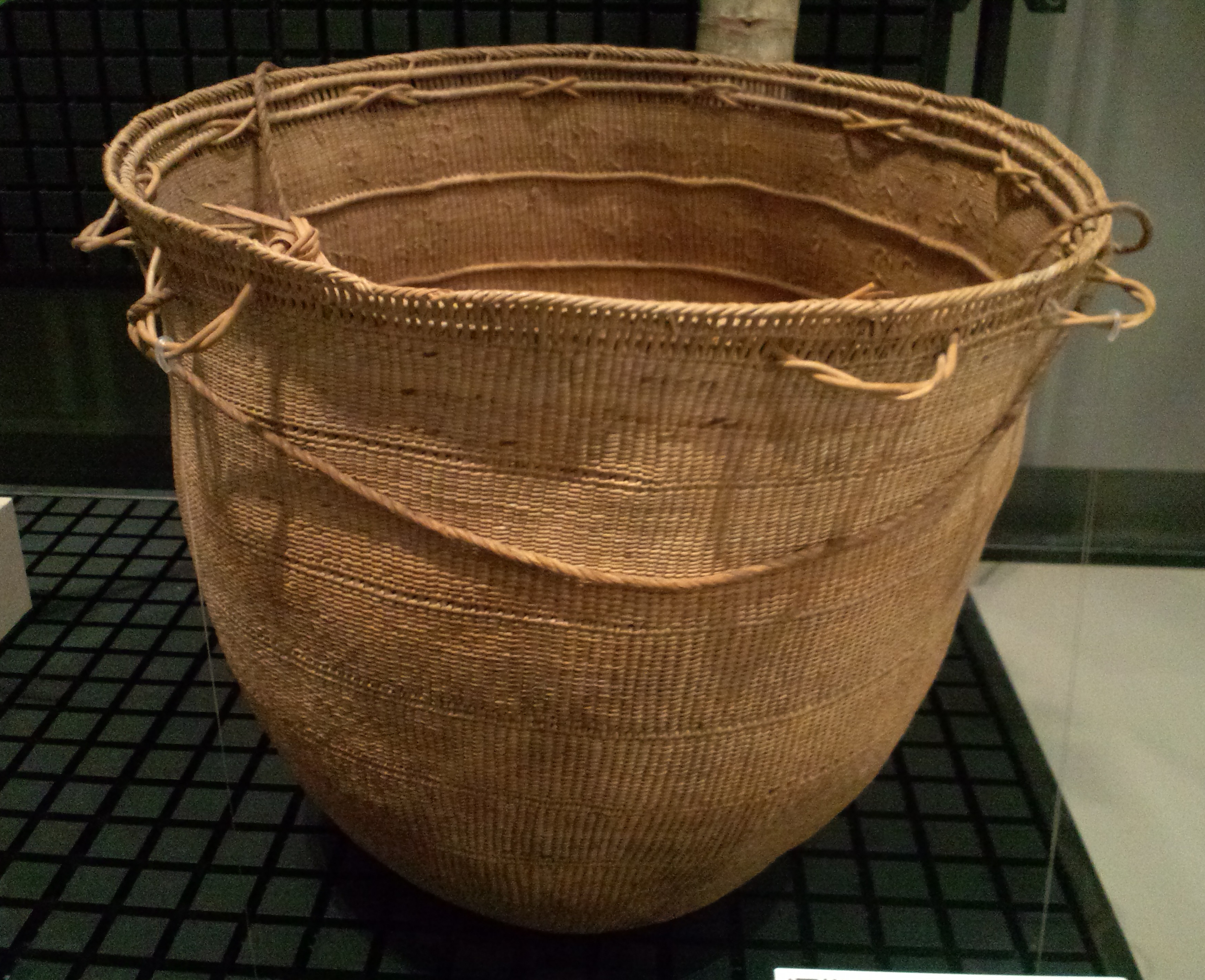
運搬用かご（ベネズエラ、ヤノアマ族）
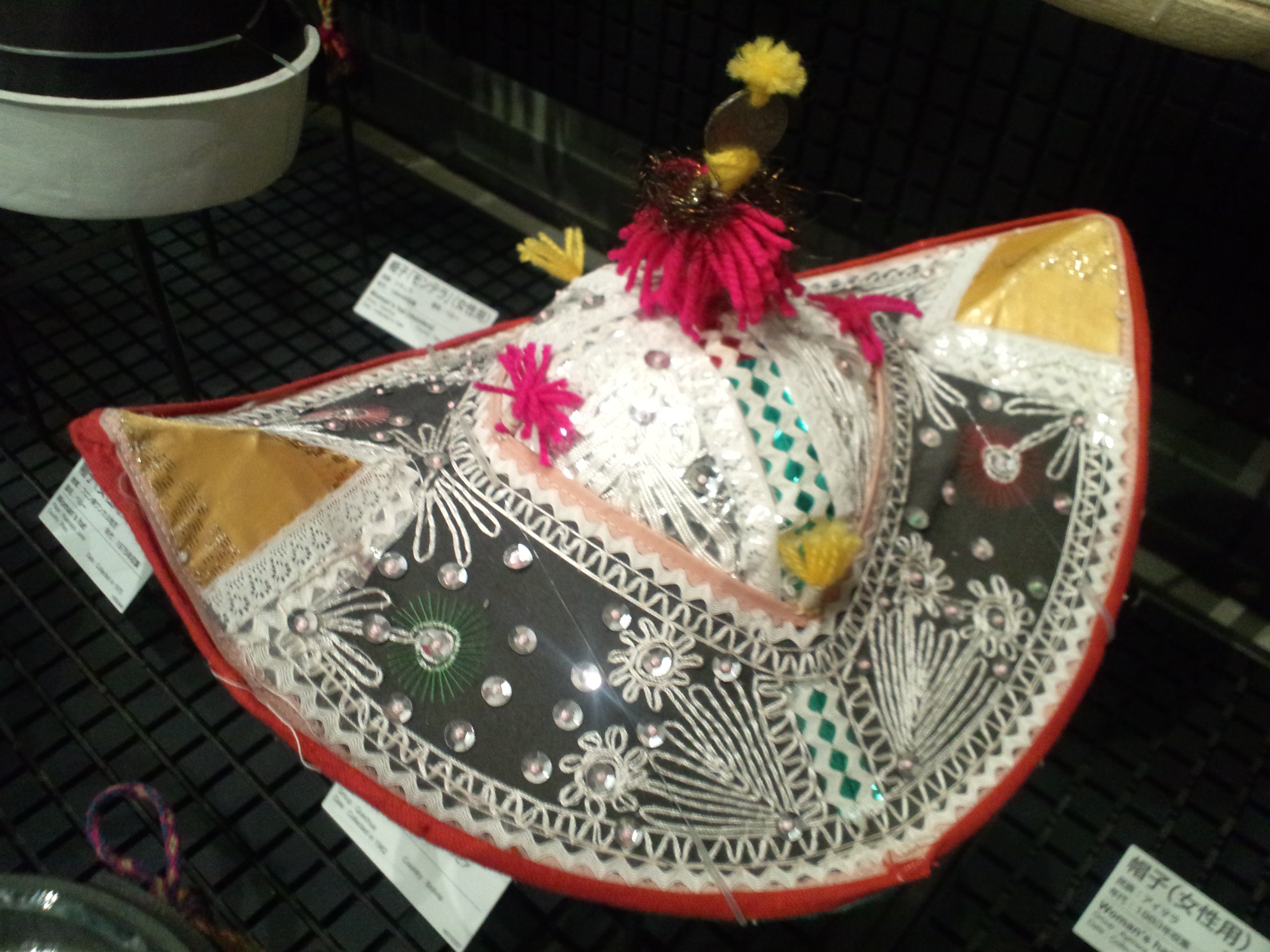
帽子（ボリビア、ケチュア族）
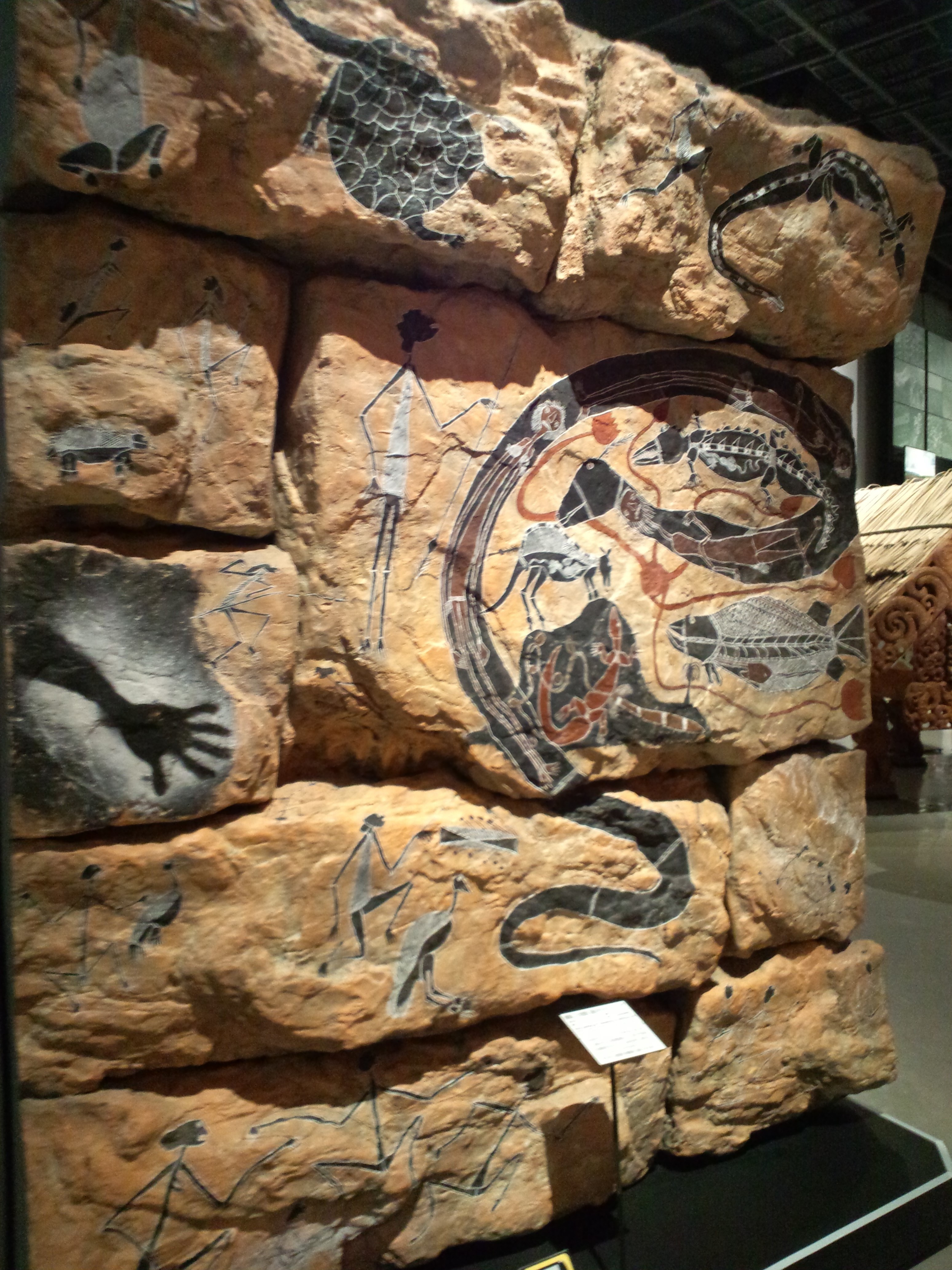
ドリーミング（オーストラリア、アーネムランド）
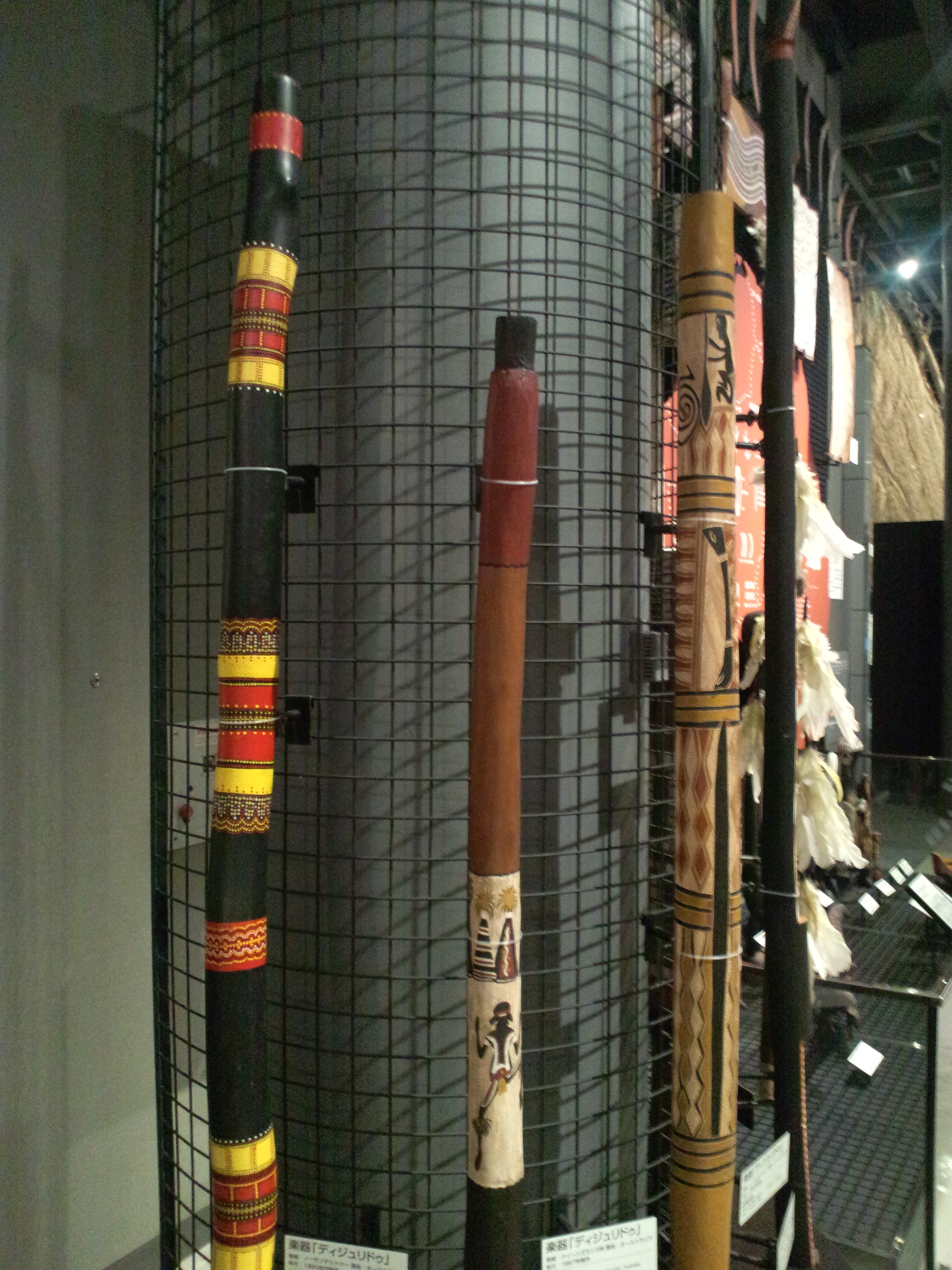
アボリジニの楽器「ディジュリドゥ」（オーストラリア）
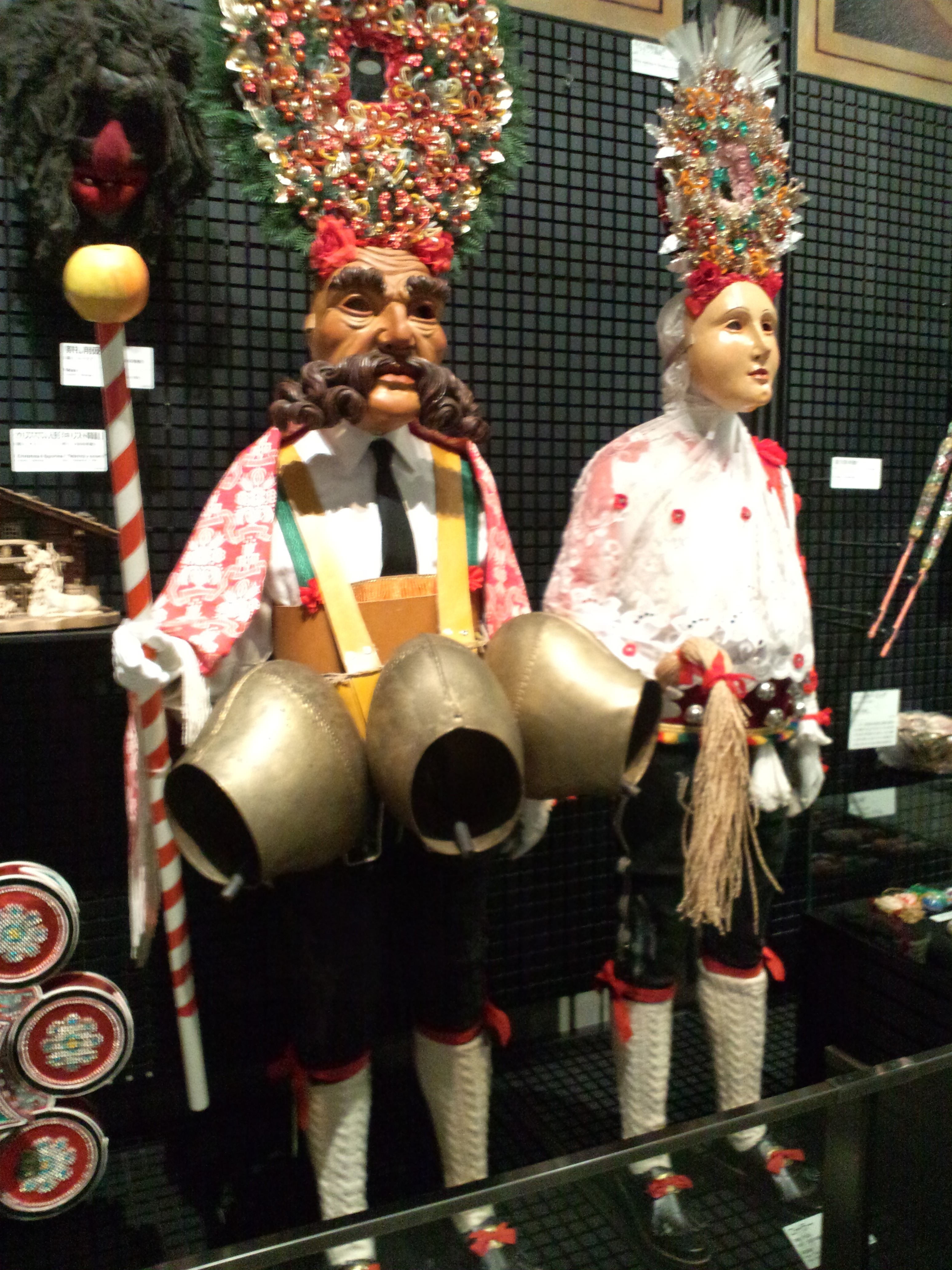
シェラーとローラー（オーストリア、チロル）
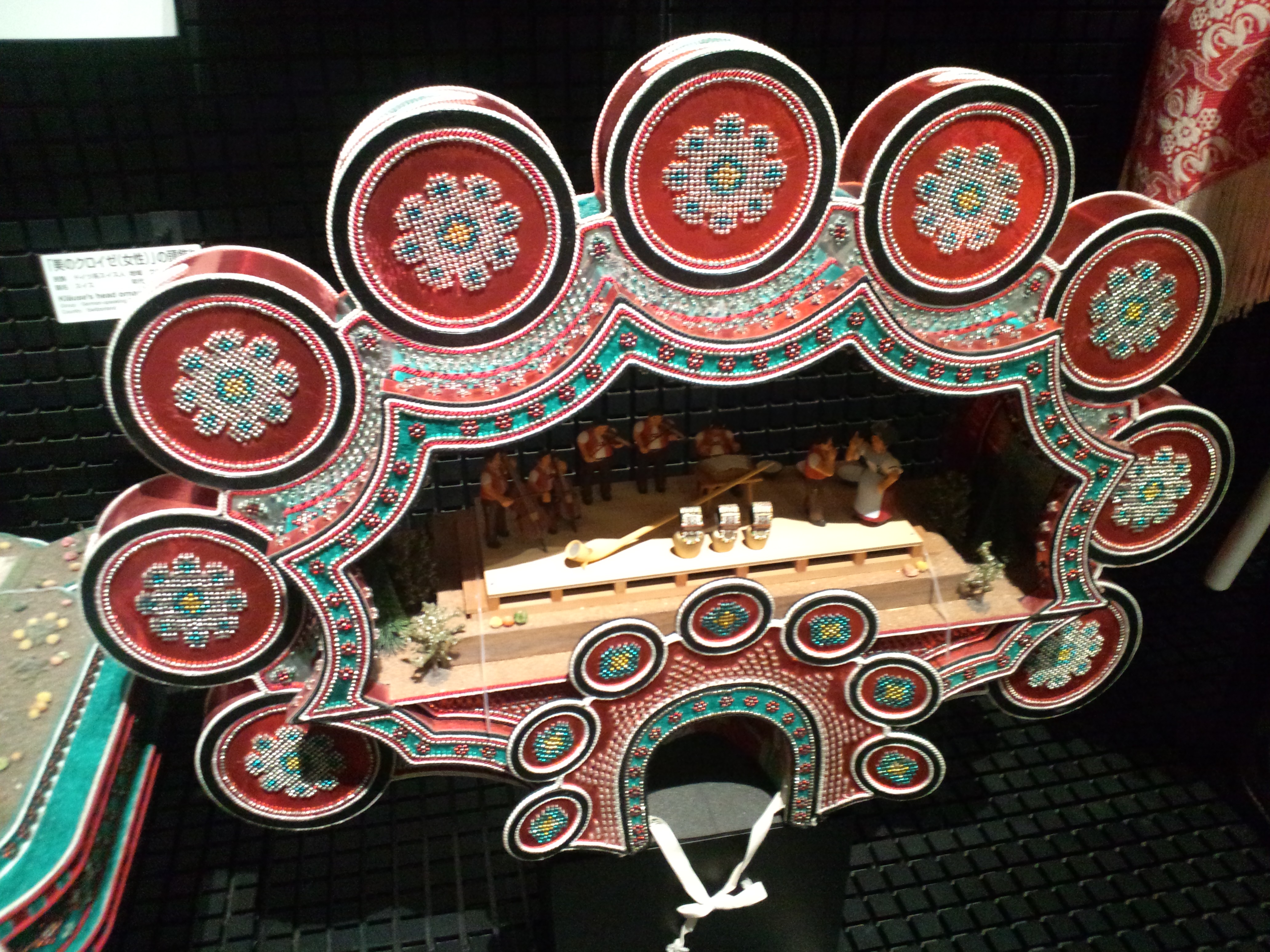
頭飾り（スイス、ウルネッシュ）
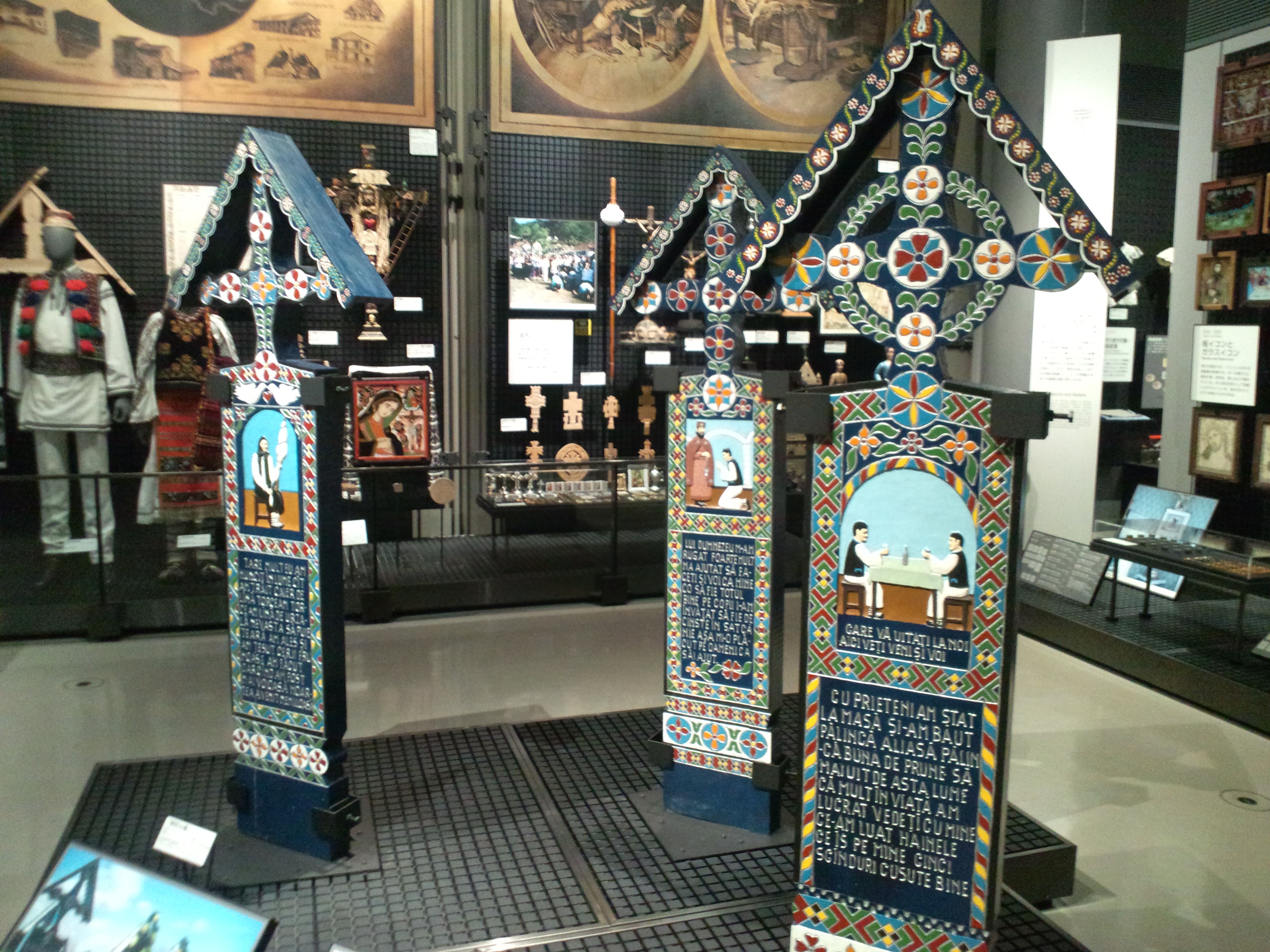
陽気な墓（ルーマニア、マラムレシュ）
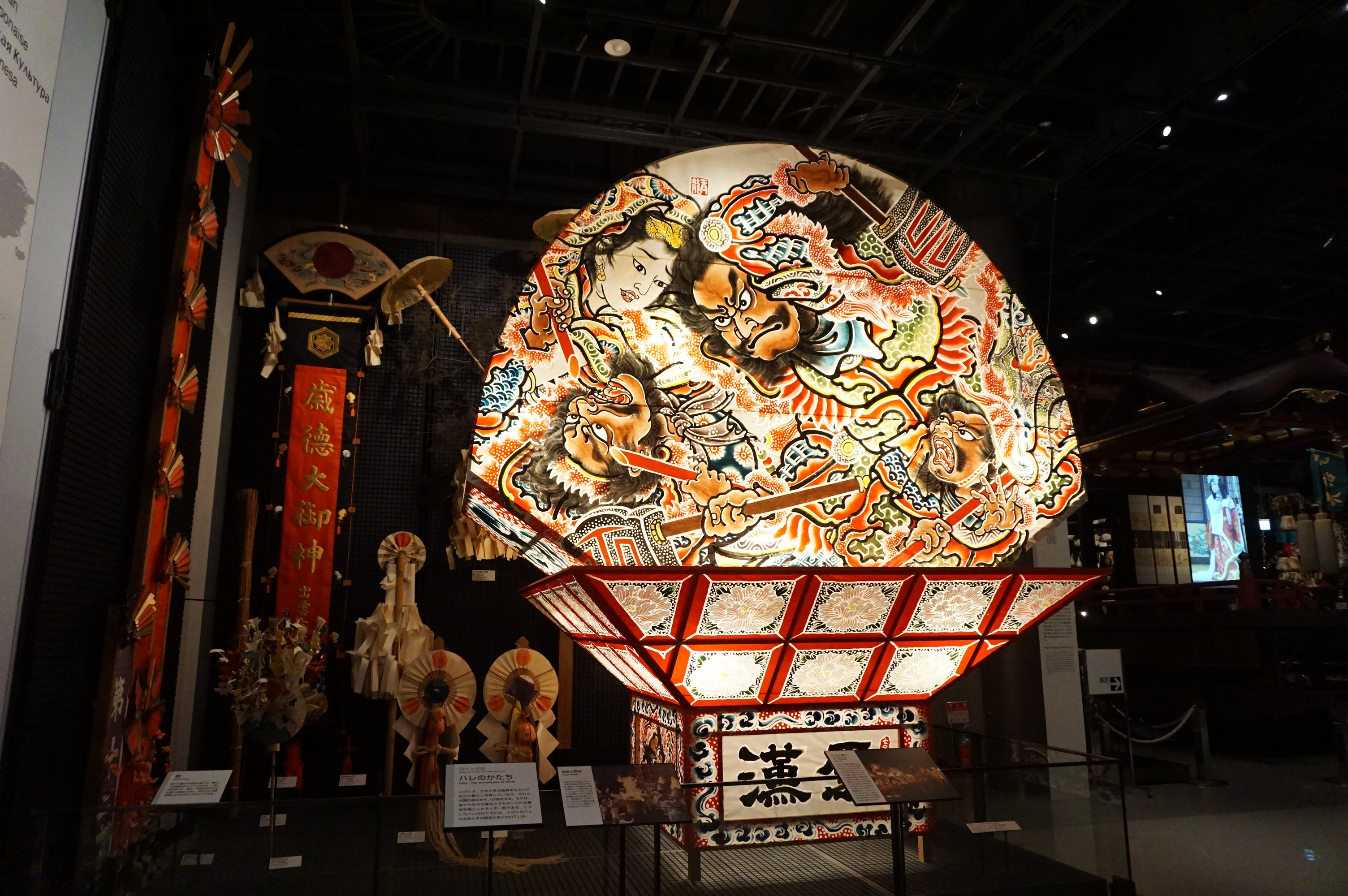
青森県弘前市のねぷた
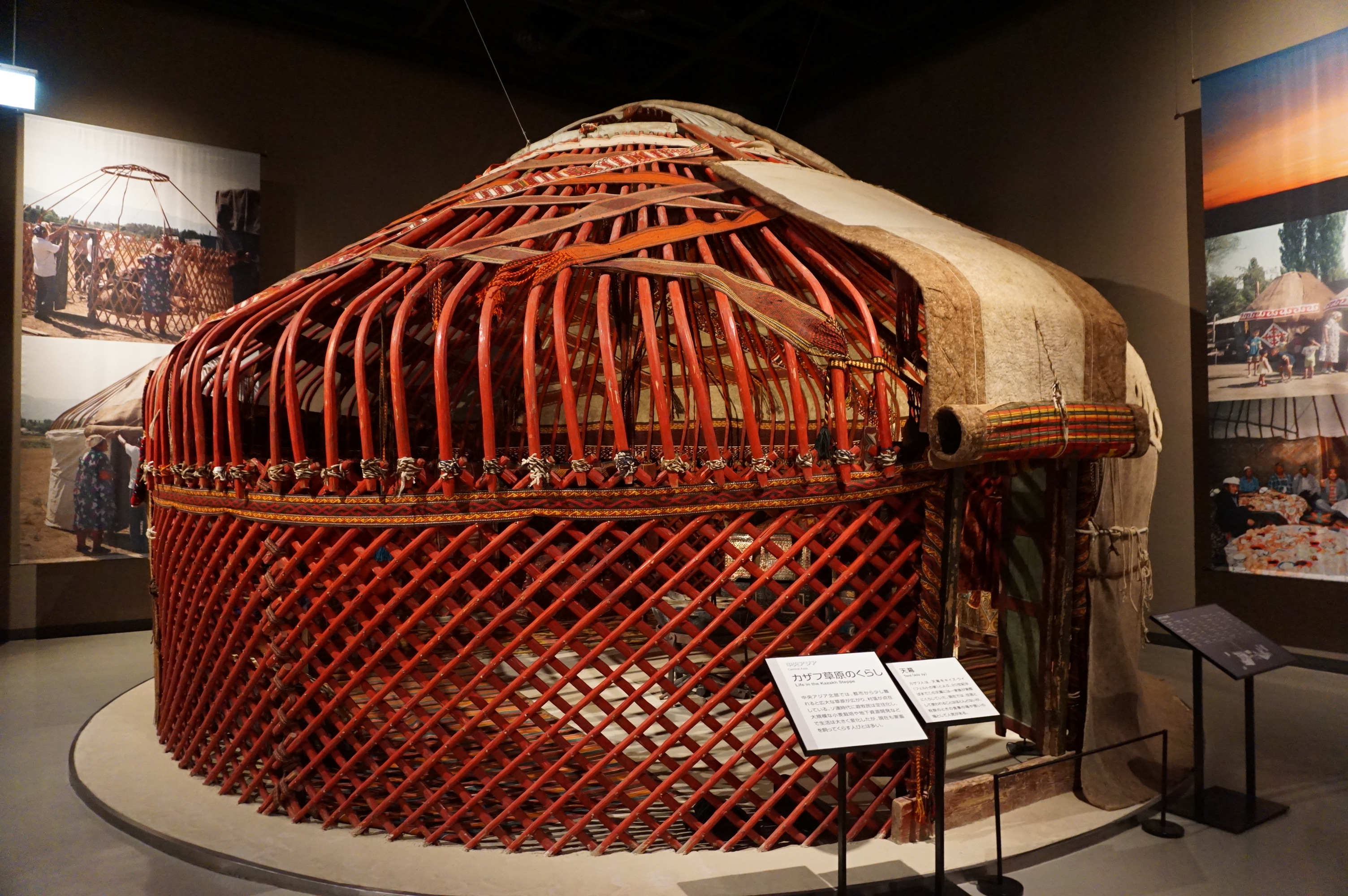
カザフスタンの天幕

## 重要有形民俗文化財
- おしらさまコレクション（1955年2月3日指定 信仰）指定番号00001
- 背負運搬具コレクション（1955年2月3日指定 交通・運輸）指定番号00002

## マスメディア関連
- ラジオ大阪『みんぱくラジオ～世界を語る～』（水曜23:30-0:00、2007年〈平成19年〉10月 - 2011年〈平成23年〉6月1日）
- FM千里『ごきげん千里837内みんなのみんぱく』（火曜11:00-11:10）
- 『毎日新聞』「旅・いろいろ地球人」（夕刊連載）